# 文在寅
文 在寅（ムン・ジェイン、韓国語: 문재인、日本語読み：ぶん ざいいん、朝鮮語発音: [mun.dʑɛ.in]、1953年1月24日 - ）は、韓国の政治家、弁護士、元市民運動家。大韓民国第19代大統領（2017年5月10日 - 2022年5月10日）を務めた。

## 概説

### 生い立ち
南平文氏の人である。1953年1月24日、巨済島（慶尚南道巨済郡、現巨済市）の巨済面明珍里南井村で二男三女の長男として生まれた。1949年生まれの姉が1人、1955年生まれと1957年生まれの妹が2人、1959年生まれの弟が1人いる。
父親は1920年生まれの文龍炯、母は1928年生まれであった。父の文龍炯は日本統治時代の朝鮮で高校を卒業したエリートであり、咸興農業高等学校を卒業した後、日本統治時代の興南市庁で農業係長を歴任した。戦後の国連統治下でも農業課長として働いてため、後述の米軍が咸鏡南道興南で展開した撤退作戦にて、撤収船に文一家は乗船出来た。朝鮮戦争最中の1950年12月に現在の北朝鮮の咸鏡南道咸興市の興南区域（当時は興南市）から、興南撤収作戦の際に、米国の貨物船「メレディス・ヴィクトリー号」に乗り脱北した。父親の家族は近い親戚も一緒に避難出来たが、母の親戚は誰も来られず、祖父母も北に残した。脱北後は貧困の生活になった。大韓民国で父は巨済島捕虜収容所の労働者をし、母は鶏卵売りの行商をした。
1959年、小学校入学前の6歳のとき、釜山市影島区瀛仙洞に一家で転居。在寅の母と下の妹は2017年5月現在も影島に住んでいる。一家が釜山にきてから父は、統営、馬山、麗水、木浦などを回って靴下卸しの商いをしたものの最終的に失敗、母が救援物資として得た服を売る屋台や練炭配達で家計を支えた。この経緯から家は貧しく、トウモロコシのお粥の給食が一日の食事のすべてで、月謝が払えず授業中に教室から追い出されたこともあったという。釜山の南港小学校、慶南中学校、慶南高校を卒業。慶南高校の同期には詩人、劇作家、演出家の李潤澤、建築家の承孝相がいる。文在寅と李潤澤は同じクラスだった。
現在の私邸は慶尚南道梁山市梅谷洞にある。ソウルでの政治活動のためにソウル特別市西大門区弘恩洞にも仮住まいを持っていたが、大統領に就任して青瓦台に入居したあとに売却した。大統領退任後は梁山に戻る予定だという。
高校3年生のときはソウル大学校の受験に失敗し、高校卒業後、ソウルの予備校・鍾路学院（入塾試験の成績が1位で受講料を免除された）で1年浪人生活をして、4年全額奨学金のあった慶煕大学校法科大学（法学部）法学科に志望校を変更。首席で合格して1972年に入学。

### 民主化運動参加と妻との出会い
1974年、慶煕大学校3年生のとき、大学祭でのちに妻となる2学年後輩の慶煕大学校声楽科の学生、金正淑と出会う。当初は単なる先輩、後輩だったが、翌1975年に文在寅が当時の朴正煕政権に反対する民主化デモに参加して、朴政権側が放った催涙ガスの直撃を受けた際に金が看病したことがきっかけで仲が深まったという。慶煕大学校在学中の1975年、朴政権に反対する民主化運動に関わった容疑で逮捕され、ソウル市の西大門刑務所に収監された。

### 兵役
通常なら兵役に就く時期は一定期間内から選ぶことができるが、この時代には民主化運動を行って逮捕された者はただちに強制入隊させられるという慣習があったため、文も釈放後すぐに入隊し、厳しい訓練で知られる特戦司令部第1空挺旅団に配属された。爆破任務を担う優秀な軍人だったといい、司令表彰も受けている。
1976年には板門店で北朝鮮と韓国および国連軍の軍事衝突「ポプラ事件」が起こり、文の部隊が解決のために投入されている。軍隊での最終階級は兵長だった。

### 弁護士
1978年の除隊後、父が心臓発作で59歳（数え年）で急死、突然この世を去った父に息子が出世する姿を見せてあげられなかったという悔恨の念から司法試験の準備をすることを決意。全羅南道海南郡の大興寺で司法試験の勉強に集中。1980年に慶煕大学校を卒業したあと、合格率2.9％と言われた第22回司法試験に合格。全斗煥率いる軍部が民主化運動を弾圧した光州事件に伴う非常戒厳の全国拡大措置による予備検束で逮捕され、司法試験合格通知書は拘置所で受け取った。司法修習の同期には、2011年10月からソウル市長を務めている朴元淳がいる。司法修習中の1981年に金正淑と結婚（1982年に長男、1983年に長女が誕生）。文本人が語ったところによると、プロポーズは金からで、文が友達と一緒にいたところに金が来て、突然「在寅、あなたは私と結婚するの?しないの?早く答えて!」と言われ、びっくりして「わかった」と答えたという。1982年に司法修習を次席で修了したが、デモと運動家としての経歴のため、志望していた裁判官になれず、弁護士になった。「法律家は庶民を助けるべきだ」との考えからキム＆チャン法律事務所など大手の法律事務所からのオファーを断り、釜山で活動していた弁護士・盧武鉉の法律事務所に司法修習の同期の朴正圭の紹介で入所し（盧武鉉と司法試験の勉強仲間だった朴正圭は、盧武鉉より遅れて合格し、文在寅と司法修習同期となった。当初、盧武鉉の法律事務所には朴正圭が入所する予定だったが、朴正圭は検事になることになったため、自分の代わりに修習同期の文在寅を盧武鉉に紹介した）、「弁護士盧武鉉・文在寅合同法律事務所」を開設。盧武鉉らとともに釜林事件の弁護を担当する。その後、釜山地方弁護士会人権委員長や釜山YMCA（キリスト教青年会）理事など要職を務めるかたわら、時の全斗煥政権に反対する民主化運動に取り組んだ。
民主化直後の1988年には、当時、野党・統一民主党の総裁だった金泳三から盧武鉉、金光一とともに同年4月の国会議員選挙への出馬を勧められ、二人は出馬し当選したが、文だけは政界入りを断った。
1996年に起きた「ペスカマ号事件」の弁護を担当。遠洋漁船で働き始めた中国朝鮮族の船員たちが、雇用主の韓国人船員の暴力に耐えかね暴発した事件を「人権という立場」から捉えなおし、死刑から無期懲役への減刑を実現した。
その後も政界入りの誘いを受け続け、2002年6月の第3回全国同時地方選挙の際には、当時大統領候補だった盧武鉉から数回、釜山市長選挙出馬を勧められたが固辞した。

### 盧武鉉政権
2002年12月19日に行われた大統領選挙に盧武鉉が立候補した際、釜山地域における選挙対策本部長を務めた。盧が大統領に当選したあとも文は何度か弁護士業務に復帰したいという意思を示したが、翌2003年2月25日に盧武鉉政権が発足すると、大統領府（青瓦台）民情首席に就任。1年で辞任したが、2004年3月、ヒマラヤへ登山旅行中に盧が国会に弾劾訴追されたことを知り、急遽帰国して盧の弁護団幹事となる。2004年5月に盧に対する弾劾訴追が憲法裁判所に棄却されると、市民社会首席として青瓦台に復帰、2007年には大統領秘書室長となるなど、盧武鉉大統領の側近として活動した。
常に、盧武鉉の側にあった事から、「盧武鉉の影法師」の異名をとった。

### 下野・政界入り
2008年2月24日に盧武鉉が大統領の任期を終えて退任すると、文は慶尚南道梁山市の私邸に戻り、釜山で弁護士業務を再開した。2009年5月23日の盧武鉉の自殺時、国民葬を葬儀委員会常任執行委員長として取り仕切った。また盧の死後に設立された盧武鉉財団の理事（後に理事長）に就任した。
盧武鉉の死後、金大中が死去（2009年8月18日）の約2か月前に文在寅、朴智元、丁世均、安熙正らを呼び、金大中に「必ず政権交代を果たしてほしい。私は年老いて病気で先が長くない。あなたたちがしなければならない」と言われ、文は政界入りを決意。政治の前面に乗り出すことになったときの心境を、「あなた（盧武鉉）はもう運命から解き放たれましたが、私はあなたが残した宿題に縛られることになりました」と語った。以後政治活動を活発化させ、2011年9月には「革新と統合」（以下、革統）を結成し、常任共同代表に就任した。

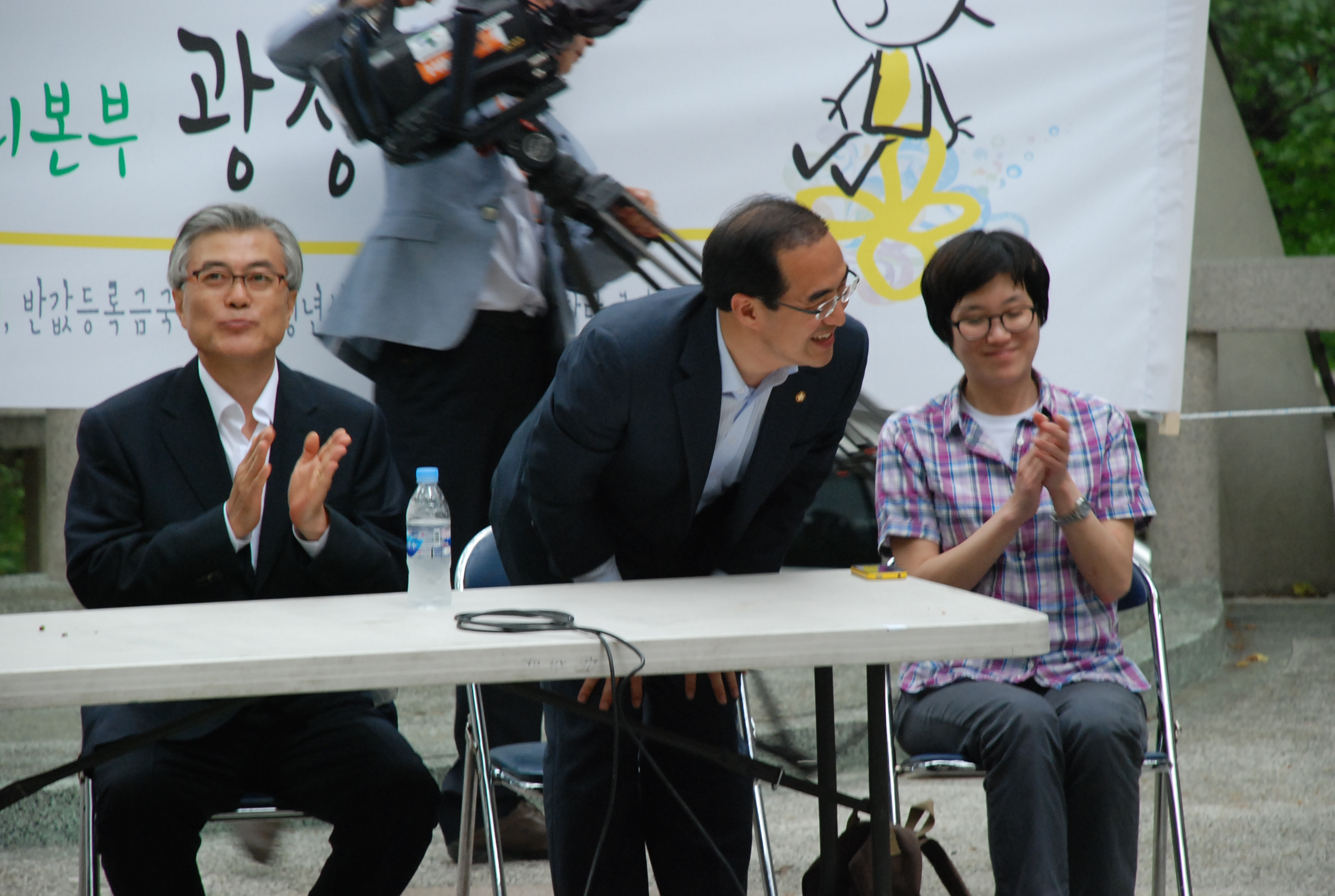
2012年6月8日

翌2012年4月の第19回総選挙では、民主統合党（前年12月に民主党や革統などが合同して結成。以下、民主党）の候補として釜山市沙上区選挙区（小選挙区）から立候補し、当選を果たした。

### 2012年大統領選出馬
6月17日、12月の大統領選挙への出馬を表明する。
民主党の公認候補を選ぶ予備選挙では8月25日から行われた全国13地域のすべてで1位を獲得、最後に投票された9月16日のソウル市も含めて累積得票数34万7000票あまり、得票率56.5％となり、孫鶴圭、金斗官、丁世均らを大差で破って民主党の大統領候補に選出された。同じく立候補を表明していた野党系の安哲秀（無所属）との間で候補を一本化、安が出馬断念を発表した。12月19日の本選では左派政党の進歩正義党の支援も受けた（進歩正義党の公認候補として立候補予定だった沈相奵は朴槿恵の当選を阻止するために立候補辞退して文を支援）。20代～40代の支持で与党セヌリ党候補の朴槿恵を大きく上回り、民主党の地盤の全羅道（光州市・全羅北道・全羅南道）で朴槿恵を圧倒、ソウル市でも勝利し、全国で14,692,632票・得票率48.02%を得たが、15,773,128票・得票率51.55%を得た朴槿恵に3.5ポイントという僅差で惜敗した。

### 野党議員
2012年大統領選後、次期大統領選挙へは出馬せず、野党陣営の基盤作りを表明したが、2013年11月、記者との懇談会の場で「大統領選挑戦に執着はしないが機会が来たら回避はしない」として、次期大統領選挙への再挑戦の意思を明らかにした。
2014年9月、同年7月の国会議員再補選で新政治民主連合（3月に民主党と安哲秀率いる新政治連合が統合して発足。略称：新政治連合）が惨敗し、党指導部が総辞職後に発足した非常対策委員会の委員に就任。2015年2月8日の全国代議員大会で行われた党代表選挙に出馬、朴智元などを僅差で抑えて代表に選出された。しかし、同年4月末の補選において新政治民主連合は全敗、また党運営をめぐって対立していた安哲秀、朴智元らの離党が相次ぐなど党勢は低迷。新政治民主連合から「共に民主党」に党名改称した直後の2016年1月27日に党代表を辞任した。

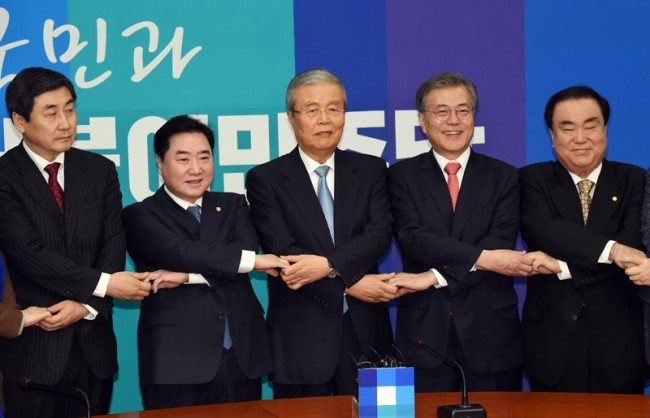
2016年1月15日、金鍾仁の記者会見で。右から二人目が文で、三人目が金鍾仁である。

2016年4月に行われた第20回総選挙には出馬せず、首都圏を中心とした応援遊説を行った。総選挙で「共に民主党」は議席を増やし、朴槿恵政権与党のセヌリ党を上回って第1党となり勝利したものの、文が「政界引退」まで公言し力を入れた全羅道（光州市・全羅北道・全羅南道）では安哲秀、朴智元、鄭東泳、千正培らが属する国民の党に惨敗した。
選挙後の10月6日、ソウル市内で行われた集会の場で次期大統領選挙への事実上の出馬宣言を行った。
崔順実ゲート事件が発生して国民の朴槿恵政権への不満が高まる中の2016年10月15日に「民心が何を望んでいるのかは明白になりました。光化門広場で国民が口にした『これが国なのか？』という嘆きは、大統領の下野だけでは治癒できない、絶望感の表現です。大統領の退陣を超えて、時代を交替させ、国家の根本を一気に変えよという峻厳な命令です」「大統領が無条件退陣を宣言するまで、私は国民とともに全国的な退陣運動に乗り出します」との声明を発した。
以降、2017年3月の憲法裁判所の大統領弾劾決定まで毎週土曜日に開かれた朴槿恵退陣要求デモに参加し続けた。

### 2017年大統領選出馬・当選
2016年12月9日、朴槿恵が国会に弾劾訴追されたあと12月22日の野党候補らによる討論会では「弾劾以降の課題」について「親日と独裁が受け継がれ、常に韓国社会の主流になりすましてきた偽保守の時代をもう終わらせなければならない」とし、各分野における「積弊の清算」を強調、「公正社会の出発は検察改革などを通じて権力機関を正常化すること」「財閥改革、行政改革、入試改革など、不公正な構造と慣行を正さなければならない」「特に兵役逃れ、不動産投機、偽装転入、脱税、論文剽窃など5大不正の関連者は高位公職から排除すべきだ」と述べた。経済問題については「最初の課題は不公正な財閥経済を打破すること」「財閥関係者が市場に反する重大な犯罪を犯した場合、執行猶予が不可能になるように法定刑を引き上げ、赦免を禁止して法執行の公正性を確立しなければならない」と話した。このほか循環出資、相互出資に対する根本的な手術、懲罰的損害賠償制の強化など不公正取引の根絶、非正社員の差別禁止特別法の制定などを提案した。
2017年3月10日、朴槿恵が憲法裁判所に罷免され失職し大統領選挙が早期に行われることが確定。4月3日に「共に民主党」の大統領選挙公認候補を選ぶ党内予備選挙で忠清南道知事の安熙正、京畿道城南市長の李在明らを大差で破り、党の大統領候補に選出された。
4月12日に選挙公約を発表した。公共部門に81万人の雇用創出、民間にも要請して50万の雇用創出、最低賃金1万ウォンといった雇用対策を前面に掲げた。また財閥改革として財閥大企業への経済力の集中を防ぐために持株会社要件の強化、子会社所有に必要な出資比率の引き上げなどを行うとともに、ショッピングモール規制などで中小零細企業を保護することを公約した。
選挙期間中は各社世論調査で支持率で首位を固めるなど選挙戦を優位に進め、5月9日の投開票の結果当選を果たした。前回2012年の大統領選では朴槿恵の当選を阻止するために立候補辞退して文在寅を支持した安哲秀と沈相奵が今回はそれぞれ立候補したこともあり、得票数・得票率では前回を下回ったものの、全国で13,423,800票・得票率41.08%を獲得し、2位の自由韓国党の洪準杓（7,852,849票・得票率24.03%）に557万0951票・得票率17.05ポイントの大差をつけて圧勝した。この557万0951票差は、2007年大統領選での李明博と鄭東泳の531万7708票差を上回り、1位と2位の票差として歴代の韓国大統領選挙史上最大となった。
前回も勝利したソウル市では、市全体の総得票のみならず市内25区全区で1位となった。前回大統領選では朴槿恵を圧倒したものの前年の国会議員選挙では「共に民主党」が国民の党に大敗した全羅道（光州市・全羅北道・全羅南道）では、前回大統領選同様にすべての市・郡・区で1位となったうえ、国民の党の安哲秀を大きく引き離し圧勝した。前回は朴槿恵に敗れた仁川市、京畿道、忠清道（大田市・世宗市・忠清北道・忠清南道）、済州道、江原道、釜山市、蔚山市でも1位となった。江原道で民主党系の大統領候補（1956年の申翼煕、1960年の趙炳玉、1963年、1967年の尹潽善、1971年、1987年、1992年、1997年の金大中、2002年の盧武鉉、2007年の鄭東泳、2012年と2017年の文在寅自身）が1位になったのは1963年の尹潽善以来54年ぶり2度目、釜山市、蔚山市で民主党系の候補が1位になったのは韓国大統領選挙史上初めてのことである。慶尚南道でも巨済市、金海市、梁山市、昌原市城山区・義昌区・鎮海区で勝利し、道全体でも洪準杓に得票数にして約1万票、得票率にしてわずか0.5ポイント差まで迫った。釜山市･蔚山市･慶尚南道（旧慶尚南道、いわゆるPK地域）の得票の合計では洪準杓を上回り、民主党系候補として大統領選挙史上初めてPK地域の総得票で1位となった。大邱市と慶尚北道（いわゆるTK地域）では洪準杓を下回ったものの得票数・率ともに前回を上回った。

### 大統領として

#### 2017年

文在寅大統領支持率（ギャラップ・コリアによる世論調査、水色：支持、オレンジ：不支持）

通常は大統領当選後2か月の政権移行期間があるが、前大統領朴槿恵の弾劾による罷免に伴う選挙だったため、2017年5月10日午前の中央選挙管理委員会の会合での文の当選確認をもって同日午前8時9分に即時に第19代大統領に就任した。与党の共に民主党は比較第一党だが国会で過半数を得ていないため、政権運営は野党の協力が必要不可欠という状況でスタートした（2012年に改正された国会法により与野党対立法案の本会議への上程は5分の3が必要と定められており、この数には共に民主党、国民の党、正義党の議員全員の協力に加え、革新系無所属議員2名を得ても足りず、保守野党の自由韓国党、正しい政党からさらに14名の議員の賛成が必要であった。2018年2月に国民の党は正しい政党との合併を目指す安哲秀らのグループと、合併に反対する朴智元、鄭東泳、千正培らのグループに分裂し、合併反対派は国民の党を離党して民主平和党を結党し、国民の党残留者は正しい政党と合併して正しい未来党を結党した）。
国会での就任演説では「すべての国民の大統領になる」として国内統合を強調した。外交では緊張の高まる北朝鮮核問題の解決のため「必要ならば直ちにワシントンに飛んでいく。北京と東京にも行き、条件が揃えば平壌にも行く」と本格的な外交を宣言した。経済については「何よりも先に働き口を作る」「同時に財閥改革にも先頭に立つ」「政経癒着という単語を完全になくす」と述べた。「権威的な大統領文化を清算する。準備を終え次第、大統領府から出て光化門大統領時代を開く」と宣言した。
5月12日、前大統領の朴槿恵が教科書の左派色を減退すると称して推進したが、朴槿恵の父親の朴正煕政権の独裁を美化しているなどと批判され、結局使用されなかった国定歴史教科書の廃止を命じた。
訪問した仁川国際空港公社で「任期内に公共部門の非正規職ゼロ時代を切り開く」と明らかにした。また各省庁に公共部門で勤務する非正規労働者の全面的実態調査と非正規問題を解決するためのロードマップの作成を指示、公共機関における非正規職問題を解決する強い姿勢を示す形となった。この文大統領の訪問と宣言を受け、仁川空港公社社長が関連企業の1万人の非正規雇用従業員を正規雇用に切り替えると表明した。
5月18日、光州事件から37周年の5.18民主化運動記念式における演説で、「文在寅政府は光州民主化運動の延長線上に立っています」「新政府は5.18民主化運動とろうそく革命の精神を仰ぎ、この地の民主主義を完全に復元します。光州の英霊たちが心安らかに休めるよう成熟した民主主義の花を咲かせます」「光州精神を憲法に継承する真の民主共和国時代を開きます」「5.18精神を憲法前文に含める改憲を完了できるようこの場を借りて国会の協力と国民の皆様の同意を丁重に要請します」と述べた。
5月23日、元大統領盧武鉉の8周忌追悼式の式辞で、「民主主義と人権と福祉が正常に機能する国、地域主義と理念の葛藤、差別という非正常がない国」を作るという「盧武鉉の夢は目覚めた市民の力で復活しました。私たちがともに見た夢が私たちをここまで連れてきてくれました。私たちはもう、二度と失敗しないでしょう。私たちは李明博、朴槿恵政権だけでなく、金大中、盧武鉉政権まで、去る20年間のすべてを省察し、成功の道へと向かっていきます」「私はこれから任期中に（盧武鉉）大統領を胸の中にだけしまっておきます。現職の大統領としてこの場に参席するのは今日が最後になります」「必ず成功する大統領になって任務を果たした後にまたうかがいます」と述べ、スローガンである「参与政府（盧武鉉政権）を超える完全に新しい国」を実現する強い意気込みを示した。
5月24日、政府組織改編案で中小企業庁を中小ベンチャー企業部へ昇格させることを発表し、大企業中心から中小企業中心の政治に転換させる意思を示す形となった。5月26日に李明博政権が推進した四大河川改修事業のせいで「水質が悪化した」として事業で整備されたせきの一部の開放と事業の監査を指示し、「違法行為が明らかとなれば相応に対処する」と述べた。
6月4日、国家情報院改革に着手政府機関やメディアの監視を行っていると批判されていた国内情報担当官（IO）制の廃止を指示した。
6月5日、11兆2000億ウォンの財政緩和によって公共部門の雇用創出、若年層への求職促進手当の拡大、若年層を雇用する中小企業支援、育児休職給与の増額、認知症安心センターの増設といった雇用対策を図ることをおもな内容とする2017年度補正予算案を打ち出し、これを「雇用補正予算案」と位置づけた。6月12日に国会で行った施政方針演説では、スクリーンに失業の苦しみを訴える若者たちの映像を流しながらこの補正予算案についての説明を行い、国会各派の理解を求めた。大統領が補正予算案を直接国会で説明するのも、大統領の施政方針演説にスクリーンが使われるのも初めてだった。この補正予算案は公務員増員数をめぐって野党と論争となったが、公務員増員数を当初案4,500人から2,575人に削減することで7月22日に可決成立した
6月6日に実施された顕忠日における演説で、ベトナム戦争参戦者の献身と犠牲のおかげで韓国の経済が発展してきたと発言した。ベトナム国民の感情を傷つけたとして、9日にベトナム外交部の報道官が抗議をした。
6月16日、前大統領の朴槿恵が労働組合の反対運動を押し切って推進した公共機関における成果年俸制の廃止を決定した。文自身は成果年俸制に反対しつつ「単純な年功序列も望ましくない」として職務の難易度や性格によって賃金が代わる職務級制を持論としているが、新たな賃金形態は各公共機関それぞれごとの労使合意に任せることとした。
韓国・済州島で開かれたアジアインフラ投資銀行（AIIB）の第2回年次総会に出席し、ホスト国の大統領として開幕の演説を行った。これが大統領になって初めての国際会議デビューとなった。
6月22日、文が任命した公正取引委員長・金尚祖の主導により、経済改革第一弾として中小納品会社に「カプチル（弱者への強者の論理の押しつけ）」をして摘発された大型のデパートやスーパーマーケットに対して、これまでの不当利得よりも大きな課徴金を課することとした。

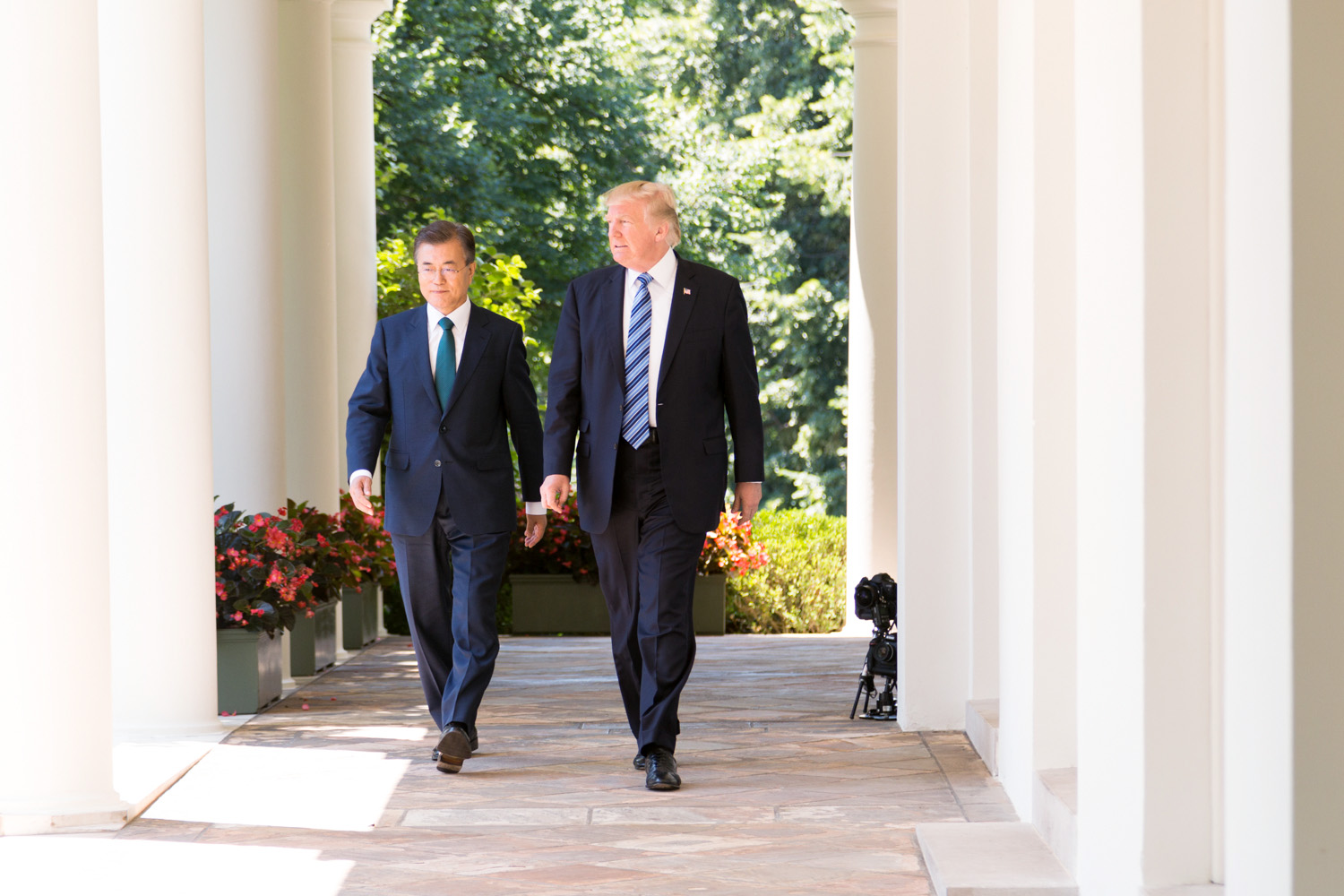
米国大統領ドナルド・トランプと共に（2017年6月30日）

6月28日、大統領就任後初の外遊先となるアメリカに向かい、6月30日にはアメリカ合衆国大統領ドナルド・トランプと会談した。高高度防衛ミサイル（THAAD）配備に環境影響評価を行うとして配備を先延ばしする文政権に対してトランプは不快感を表明したことが伝えられていたが、会談ではその懸案は先送りとなり、両国の同盟関係が確認された。「反米的」という米国からの疑念を一応払拭できた形となった。

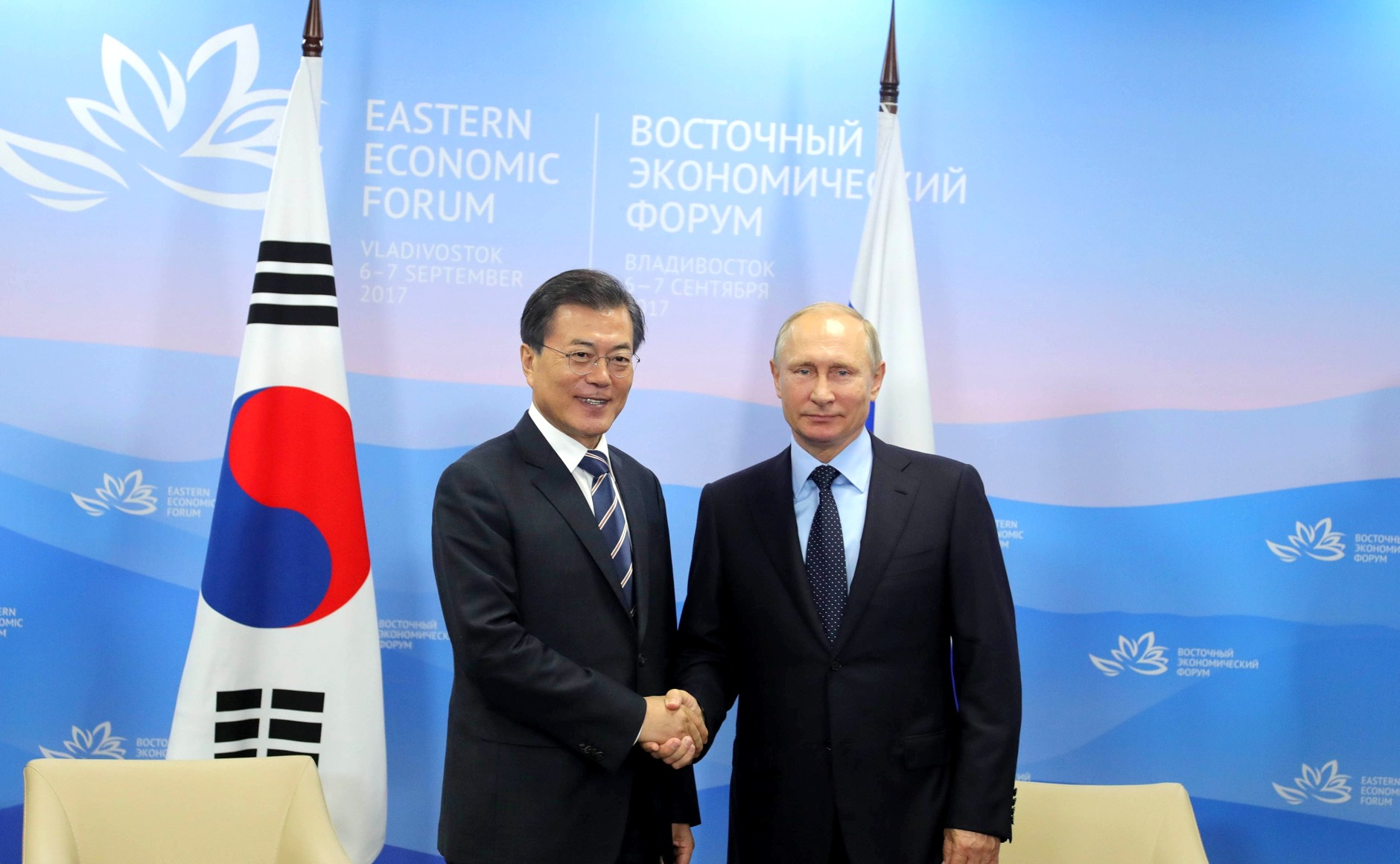
ロシア連邦大統領ウラジーミル・プーチンと会談（2017年9月6日）

7月5日にはG20出席のため、ドイツを訪問した。7月7日に日本の内閣総理大臣安倍晋三と初の首脳会談を行った。会談では懸案の慰安婦問題について双方とも激しい主張を避け、両国首脳が定期的に会談を行う「シャトル外交」を再開させることで一致した。トランプ・安倍とともに日米韓共同声明を発し、北朝鮮に挑発行動を自制させて対話の場に復帰させるために最大限の圧力をかけること、対北圧力にあいまいな態度を取る中露にも働き掛けていくことで一致した。7月6日には中国共産党総書記習近平（国家主席）、7月7日にはロシアの大統領ウラジーミル・プーチンとも会談を行い、対話と圧力によって北朝鮮を対話の場に出すことで北朝鮮非核化を目指すことで一致した。
7月15日、労使と政府推薦者で構成される最低賃金委員会は2018年度最低賃金を過去最大の引き上げ幅となる16.4%増の7,530ウォンと決定した（さらに文は任期中に1万ウォンまで上げることを公約している）。この引き上げによる中小零細企業への打撃を和らげるため、来年の予算から3兆ウォンの規模で従業員30人未満の事業所を対象として支援策を打ち出すことを決定した。
就任以来、「国民との疎通」や、李明博政権・朴槿恵政権の非正常を正し、不正腐敗を清算しようという「積弊清算」の姿勢などが韓国国民に評価され、各種世論調査でおおむね70％～80％程度の高い支持率を維持し続け、就任100日、就任半年の時点の支持率はいずれも歴代大統領で金泳三に次ぐ2位となった。
12月15日、文は中国の北京大学で行った演説で「私は習近平主席から中国の度量の大きい夢を見た」「法と徳を前面に出して包容するのは中国を大国らしくする基礎」「韓国も小さい国だが、責任ある中堅国家として中国の夢に共にするだろう」と中国共産党が掲げる「中国の夢」を全面的に賛同する演説を行った。 中央日報は中共が北朝鮮と共に韓国を滅亡させようとした朝鮮戦争を起こした歴史を忘却して賛美し、相手国を「大国」、自国を「小さな国」と表現する事大主義な演説を行ったと批判した。

#### 2018年
2018年3月22日から24日にかけて2泊3日でベトナムを国賓訪問した。23日のチャン・ダイ・クアン国家主席との首脳会談の席で、韓国軍のベトナム戦争参戦と民間人虐殺に対する包括的な謝罪の意味で「我々の心に残っている両国間の不幸な歴史について遺憾の意を表する」と述べた。これに対し、クアン国家主席は「ベトナム戦争の過去史に対する韓国政府の真心を高く評価する。過去の痛みを治癒し、両国間の友好関係を強固なものにし、共存協力を強化するため、韓国政府がさらに努力してほしい」と応えた。文在寅大統領は当初、民間人虐殺について公開かつ明確な謝罪を行う意向を示したが、韓国政府の謝罪の打診に対し、ベトナム政府は民族内部の戦争という問題が浮き彫りになることを懸念し、難色を示した。文在寅大統領はそのような事情にもかかわらず、ベトナムの被害者に謝罪したい旨を改めて明らかにし、最終的には両国政府は首脳会談で文大統領が遺憾表明をする線で妥協した。
2018年4月3日、就任後初めての済州島四・三事件犠牲者追念日の追悼式に2006年の盧武鉉以来、大統領として12年ぶりに出席した。追念辞で「私は今日、その（金大中政権と盧武鉉政権の取り組みの）土台の上に4.3の完全な解決を目指し揺らぎなく進むことを約束します。これ以上4.3の真相究明と名誉回復が中断したり、後退することはないでしょう。それとともに4.3の真実はどんな勢力も否定することのできない明らかな歴史の事実として、位置づけられたことを宣言します。国家権力が加えた暴力の真実をきちんと明らかにし犠牲となった方たちの怒りを解き名誉を回復するようにします。このために遺骸の発掘事業も悔いが残らないよう最後まで続けていきます。遺族たちと生存犠牲者たちの傷と痛みを治癒するための政府としての措置に最善を尽くす反面、賠償・補償と国家トラウマセンターの建設など立法が必要な事項は国会と積極的に協議いたします」と事件の完全解決に意欲を示した。

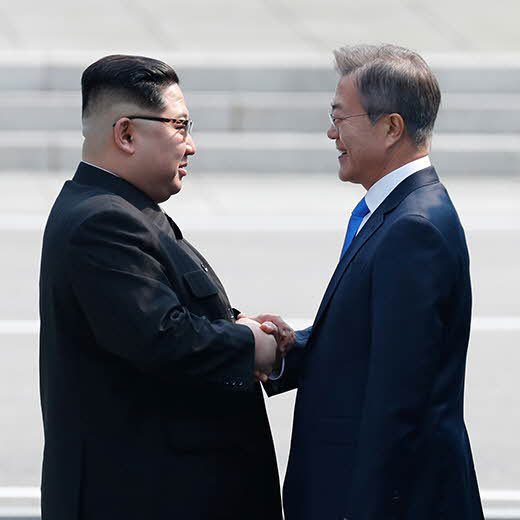
2018年4月27日の板門店。軍事境界線を越えて訪韓した金正恩（左）と握手する文在寅

2018年4月27日、北朝鮮の最高指導者である金正恩朝鮮労働党委員長と板門店の韓国側施設「平和の家」において11年ぶりの南北首脳会談を実施した。北朝鮮の首脳が軍事境界線を超えて韓国側入りしたことは史上初。朝鮮半島の完全な非核化を南北の共同目標とし積極的に努力をすること、1953年から休戦状態の朝鮮戦争の平和協定の締結を2018年中に目指して恒久的な平和体制に向けた南・北・米3者、または南・北・米・中4者会談の開催を積極的に推進すること、軍事境界線一帯での敵対行為を中止して非武装地帯（DMZ）を実質的な「平和地帯」とすることなどを内容とする「板門店宣言」を金正恩と共同で発表した。
2018年5月第1週の世論調査での支持率が83%で、就任1年の時点での支持率において歴代大統領の中で最高の数値となった。
2018年5月9日、日中韓首脳会談出席のために初訪日して朝鮮半島の完全な非核化に向けた日中韓の協力などで一致した。一方、日韓間の懸案は先送りされ、その後の個別の首脳会談で日中が複数の合意文書を交わしたのに対して日韓では目立った成果がなかった。
2018年5月26日午後3時から5時にかけて、板門店の北朝鮮側の施設「統一閣」で金正恩と2度目となる南北首脳会談を行い、米朝首脳会談や板門店宣言の履行について協議した。
高い政権支持率を背景に、2018年6月13日に行われた統一地方選挙では、与党・共に民主党が全国17か所の広域自治体の首長（広域団体長）選挙のうち14か所で勝利するなどして圧勝した。共に民主党は仁川市長選、京畿道知事選で自由韓国党所属の現職を大差で破るなど、首都圏、全羅道、忠清道、江原道の広域団体長選で全勝したのみならず、1990年の三党合同による民主自由党の結成以降、民主自由党とその後継政党である歴代の保守政党（民主自由党→新韓国党→ハンナラ党→セヌリ党→自由韓国党）の強固な地盤で、1995年の地方自治制度導入以降、一度も民主党系政党の公認候補が勝利したことがなかった慶尚道地域でも、釜山市長選、蔚山市長選、慶尚南道知事選で自由韓国党候補を大差で破って圧勝した。釜山市と蔚山市では現職を破り、自由韓国党代表の洪準杓が2017年4月まで知事を務めていた慶尚南道でも元職を破った。同日に投票が行われた国会議員補欠選挙でも、共に民主党は12選挙区のうち候補者を擁立した11選挙区で全勝した。この結果を受け、文在寅大統領は選挙後の6月18日に「地域主義の政治、分裂の政治構図の中で既得権を守っていくような政治も続けることができなくなった」「私が政治に参加したもっとも大きな理由の一つについて目標を達成したと言える」「新しい政治を用意した国民に改めて感謝申し上げる」と述べた。
2018年9月18日から二泊三日の日程で平壌を訪問し、18日と19日に金正恩と三回目の南北首脳会談を行った。19日に、非武装地帯をはじめとする対峙地域での軍事的な敵対関係終息を朝鮮半島の全地域での実質的な戦争の危険の除去と根本的な敵対関係の解消につなげていくこと、年内に南北を結ぶ東・西海線の鉄道および道路連結のための着工式を行うこと、条件が整い次第開城工業団地と金剛山観光事業を再開すること、金剛山地域の離散家族常設面会所を早いうちに開所すること、東倉里エンジン試験場とミサイル発射台を関係国専門家たちの参観のもとに優先して永久的に廃棄すること、金正恩が近い日時にソウルを訪問することなどを内容とする共同宣言を発表した。

#### 2019年
2019年3月、韓国の世論調査会社リアルメーターの世論調査で、不支持率が50%を超えた。これは自身初のことである。
就任1年目と比べると支持率は下がっているものの、2019年に入ってからも支持率はおおむね40%台後半から50％前後で推移しており、過去の歴代大統領の就任後同時期の支持率と比べて高い数字を維持している（右上の文在寅大統領の支持率の図参照）。
2019年4月4日に江原道の高城郡・束草市周辺地域で起こった大規模な森林火災（詳細は「2019年江原道山林火災」参照）に対し、全国の利用可能なすべての資源を動員して総力対応するよう指示。消防士2,589人と消防車820台（済州道を除くすべての広域自治体から集められた）、ヘリコプター45台、軍の将兵1万6,500人、消防公務員、山林庁鎮火隊員、医療消防士、警察官など約1万人を投入し、翌日には鎮火に成功した。文在寅大統領や李洛淵首相が先頭に立ったこうした政府の積極的な対応が被災者や国民から評価されたことにより、4月9日～11日に行われた世論調査では、前週に比べて支持率が6ポイントの大幅な上昇を記録した。
2019年4月30日から5月2日までに韓国ギャラップが行った世論調査での支持率は45%で、就任2年を前にした時点の支持率として歴代大統領で金大中に次ぐ2位となった。リアルメーターの調査では同週の支持率は49.1%、R&サーチでは51.1%、韓国リサーチでは51.7%だった。韓国ギャラップの2019年5月7日～5月9日の調査での支持率は47%で、就任から丸2年の時点の支持率として歴代大統領で金大中（49%）に次ぐ2位となった。
一方で大統領弾劾を求める少数派の人々のインターネットでの呼びかけの動きもあり、2019年5月27日には大統領弾劾請求を求める青瓦台国民請願の賛同者が21万7000人となり、政府が請願に対する見解を示す要件である賛同者20万人以上の署名が集まったことから、政府が回答を示すことになった。他方、文在寅政権を激しく攻撃している野党第一党の自由韓国党（李明博政権・朴槿恵政権時代に与党だった右派政党）の政党解散請求を求める青瓦台国民請願には5月22日時点で国民請願制度史上最多の183万1900人が賛同した。
2019年11月9日で5年の任期のちょうど半分の2年6か月が経過した。11月5 - 7日に行われた韓国ギャラップの世論調査での支持率は45%で、任期折り返し時点の大統領の支持率としては歴代2位の高支持率となった。地上波放送3社の調査では同週の支持率はKBSが49.7%、MBCが47.9％、SBSが47.6％であった。翌週の11月12日 - 14日に行われた、任期折り返しを迎えてから最初の韓国ギャラップの調査では支持率46%となった。リアルメーターの調査では同週の支持率は47.8%であった。
2019年12月30日、5174人に対して、3回目となる特赦を行った。元セヌリ党議員や、盧武鉉の側近であった李光宰、自身の支持基盤である民主労総の元委員長などが対象に含まれていた。この特赦については、2017年の大統領選の公約として表明した「赦免権制限を推進」に反することや、次の総選挙の4ヶ月前という直前に行われたことから、選挙を見据えたものではないかとの疑念が呈されている。

#### 2020年
2020年の韓国での新型コロナウイルスの流行により、支持率は急拡大期の2月〜3月に一時40%前後に下落したが、その後の対応により、5月初頭に71%までに上昇した。また、中間選挙である第21回国会選挙でも与党の共に民主党が大勝した。
6月に入ると、脱北者による北朝鮮向けビラの散布により、北朝鮮側が反発し、2年前に設立した南北共同連絡事務所を爆破した。北朝鮮への対応がうまくできなかったとして、6月中旬の文大統領の支持率が55%に下落した。
7月、ソウル市内のマンションの価格が文在寅の就任以降に50%も上昇していたが、多数の青瓦台高官や国会議員が複数の不動産を所有していることが判明。また、長年の側近であるソウル市長・朴元淳のセクハラ疑惑と自殺により、7月末の文大統領の支持率は44%に下落した。同時期に与党は世宗特別自治市への首都移転案を出したが、即効性は低いとみられた。8月7日、大統領秘書室の盧英敏室長および秘書5名が「最近情勢」の責任を負うために辞意を表明した。同月10日の世論調査で共に民主党の支持率は33.4％となり、未来統合党の支持率は36.5％で、文政権下初の与野党支持率逆転が発生した。
また、新型コロナウイルスの感染拡大により、文在寅政権は6月に公共医療人材を拡充する方策として、国立の公共衛生医療大学の設立を2020年下半期から推進すると発表したが、医療系メディアからは感染症などの分野の専門人材の不足、医大の定員増による医師過剰や医者増による健康保険料引き上げなどの問題を示して批判した。特に医大の定員増に伴う市長・道知事などの推薦のみに基づき医学部に入学できる新政策に対しては幅が利く人の子女が優遇され、公平性に問題があるとの批判が高まり、8月後半からは医師や医学生らによる無期限ストライキが発生した。医師出身の野党・国民の党の安哲秀党首も「公共医学部への入学を市民団体が参加する推薦委員会から推薦する」という制度を「政権系の人々の子供と親戚」だけが利益を得す、韓国の医療の質を低下させる政策だと批判した。
12月、新型コロナウイルスの感染再拡大とワクチン確保問題、尹錫悦検察総長と秋美愛法務部長官の対立、高位公職者犯罪捜査処（公捜処）法の与党強行採決から、「岩盤」と言われる支持率40％を割り込み、過去最低を更新した。

#### 2021年
2021年3月、2018～20年のソウル市のマンション価格高騰の解消策として政府がソウル近郊の京畿道光明市と始興市での新都市計画を作成したが、それを発表する前に韓国土地住宅公社や地方自治体の職員数十人がこの内部情報を得て、現地の土地を購入したことが発覚。また、補償金を多く得られるように、一部の土地には補償対象となる苗木が大量に植えられた。これにより当時に韓国土地住宅公社の社長を務めていた卞彰欽国土交通部長官が辞意を表明し、文在寅の支持率も34.1％で過去最低を更新した。
4月7日、前職の死去、辞任により行われたソウル市および釜山市市長選挙ではいずれも野党の国民の力の候補が勝利し、与党の共に民主党の候補が惨敗を喫した。文政権下の大型選挙で与党が敗北するのは初めてで、敗北を受けて文は翌8日に声明で「国民の叱責を厳重に受け入れる。さらに低い姿勢で、より重い責任感で国政に臨む」と述べた。

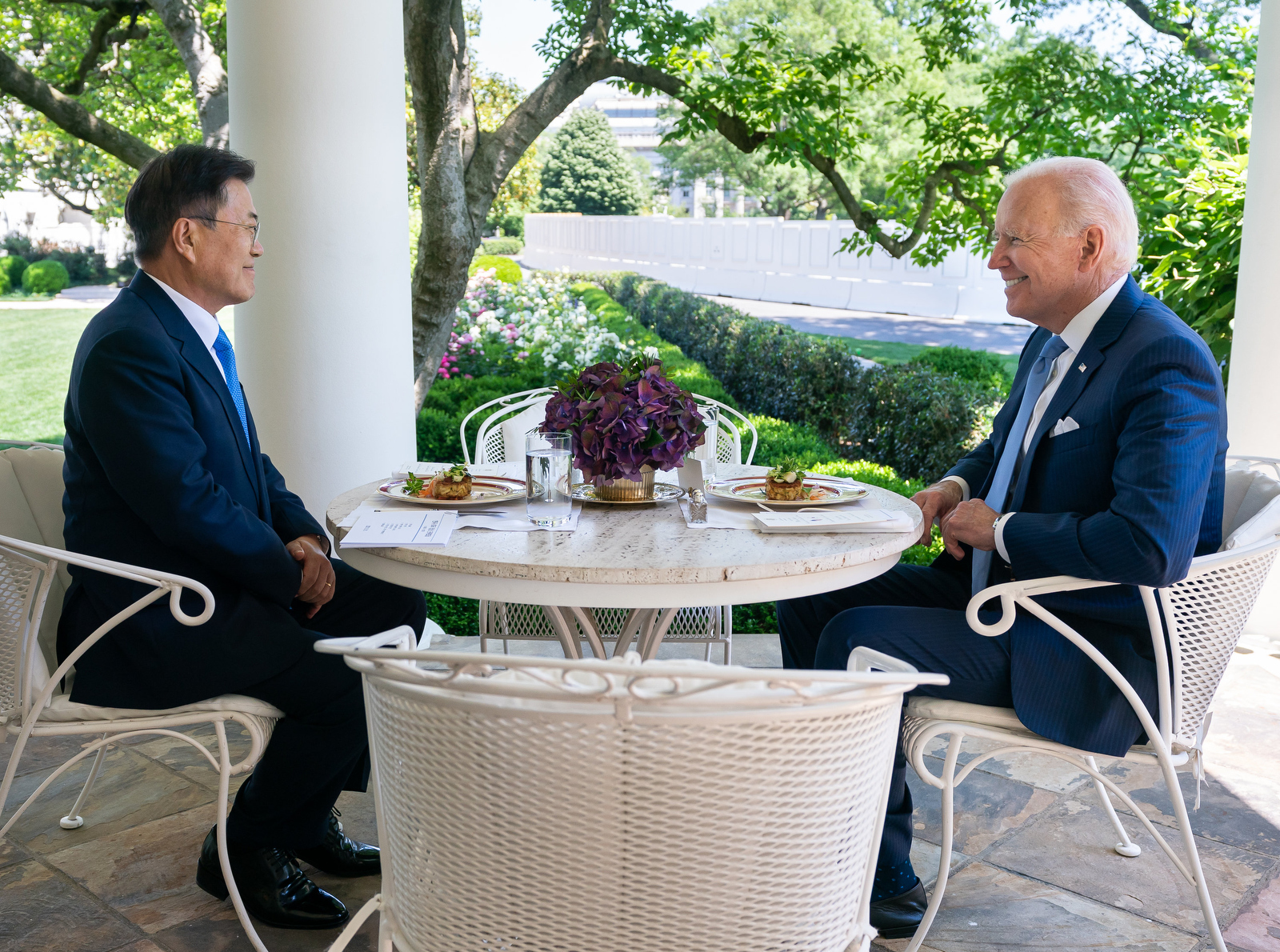
訪米した文在寅と昼食をとる米国大統領ジョー・バイデン（2021年5月20日）

5月19日に訪米し21日にアメリカ大統領ジョー・バイデンと会談。文は日本の内閣総理大臣の菅義偉に続きバイデンと対面会談した2人目の外国首脳となった。両首脳の米韓共同声明では北朝鮮について「外交と対話は朝鮮半島の完全な非核化と恒久的な平和構築に不可欠」との文言が盛り込まれた。また中国問題では中国の名指しを避けながらも「両首脳は台湾海峡の平和と安定の維持の重要性を強調する」と明記。また中国の行動を念頭にしたと思われる「ルールに基づく国際秩序を脅かし、不安定にするあらゆる行動に反対する」という文言も盛り込まれ、南シナ海での航行の自由の尊重がうたわれた。またバイデンから米軍と密接に協力する韓国軍要員55万人を対象に新型コロナウイルスワクチンを提供するとの表明を受けた。
10月13日、政府は新型コロナウイルス流行の長期化に伴う経済的被害の拡大や社会の二極化の拡大を受けて、「コロナ19日常回復支援委員会」を発足させた。
12月24日、大韓民国政府は同月31日付けで行われる新年の特別赦免において、長期間の収監生活で健康が悪化した前大統領の朴槿恵に恩赦を与えると発表した。大統領府報道官によると文は「恩赦が国民統合の契機になることを願う」とコメントした。

#### 2022年
2022年3月3日、VOA（アメリカの声）は文政権が「ロシア制裁」に加わろうとしないことに対して、元米国国務省高官が「忘恩の国」「小心者の国」「恥ずかしい国」と非難したと報じた。
3月9日に実施された第20代大統領選挙において野党・国民の力候補で元の部下で検察総長を務めた尹錫悦が共に民主党の候補李在明を僅差で抑えて当選したため5年ぶりの政権交代となった。左派系『ハンギョレ』報道は文在寅政権における不動産政策失政や「身内に甘く他所に厳しい」という与党における二重規範が敗北を招いたと評した。韓国の現行憲法が導入された1987年以降、保守政党とリベラル政党の大統領が各2期ずつ政権を交代してやり取りしたが、文政権に入って初めてリベラル政党の政権が1期で終わり、政権が保守政党に渡された。
5月9日、大統領の任期を終える。午前の演説で保守派の尹錫悦が率いる次期政権に北朝鮮との対話の再開を促した。翌日に尹の就任式に参加した後、慶尚南道梁山市にある私宅に帰郷した。

### 大統領退任後
2022年5月9日の大統領退任後は梁山市の農村部にある私邸に移り住んだが、初日から私邸はデモ隊に取り囲まれ、以降も抗議活動が連日続いた。このため5月31日には文在寅夫妻の名義でデモ隊4人に対する告訴状と関連する映像資料を文在寅の代理人が警察に提出し、侮辱や名誉毀損、殺人脅迫、放火脅迫などの容疑で告訴した。一方で6月には自身のInstagramアカウントに畑で収穫作業を楽しむ様子を投稿し、そこに写っていたのは大統領時代とは違い白髪の髭をはやしたままの姿だったこともあり話題となった。
2022年8月18日、韓国海軍艦艇による自衛隊機への火器管制レーダー照射において、文在寅政権は「日本の海上哨戒機に対して、韓国海軍の現場指揮官が追跡レーダーを照射するなどの、積極的な対応をするよう」指示した、事実上の「公海上での日本の哨戒機との交戦指針」を作っていたことが確認されたと報じられ、申源湜議員、イ・キボム延世大学法学専門大学院教授、キム・ジンヒョン前合同参謀本部戦略部長（予備役海軍少将）ら、韓国国内からも、安全保障の観点などから批判が出た。。
2023年4月には私邸のある梁山市の平山村にて書店『平山書房』を開店し、4月25日に看板上掲式が行われた。社長として1日1回は店に顔を出し、観光スポットになっていると報じられている。
2023年9月19日、尹錫悦政権に対してハンガーストライキの抗議活動を行い体調が悪化した同じく共に民主党の李在明が入院しているソウル市内の病院を訪れ、文在寅は李在明にハンストを中止するよう説得したと報じられている。
2025年4月24日、特定犯罪加重処罰法違反（収賄）の罪で在宅起訴された。李相稷元国会議員が実質的に所有するタイイースタージェットの役員に文の娘の元夫が役員として採用され、その後、李は政府系公団の理事長に就任した。検察は、娘の元夫を採用した見返りに、李を理事長に起用したとみて捜査。イースター側が元夫に支払った役員給与など計2億ウォン（約2000万円）あまりが文への賄賂に当たるとみている模様。

## 来歴
- 1953年1月24日：慶尚南道巨済郡（当時）に生まれる
- 1959年：釜山市影島区に一家で転居
- 1965年：南港小学校（朝鮮語版）卒業
- 1968年：慶南中学校（朝鮮語版）卒業
- 1971年：慶南高校（朝鮮語版）卒業
- 1972年：慶煕大学校法科大学（法学部）法学科入学
- 1975年4月：朴正煕政権に反対する民主化運動をしたことで投獄され西大門刑務所に収監される（6月に釈放）
  - 8月：兵役の任務に就き陸軍に入隊、特殊戦司令部第1空挺特戦旅団第3特戦大隊に配属
- 1978年：陸軍兵長（特戦司令部第1空挺部隊特戦旅団）満期除隊
- 1980年：慶煕大学校法学部卒業
- 1980年：第22回司法試験合格、光州事件に伴う非常戒厳の全国拡大措置による予備検束で逮捕され、拘置所で司法試験合格通知書を受け取る
- 1981年：結婚（1982年に長男、1983年に長女が誕生）
- 1982年：弁護士になり釜山で盧武鉉弁護士（当時）と「弁護士盧武鉉･文在寅合同法律事務所」を開設
- 以降、釜山NCC人権委員、仏教人権委員、天主教（カトリック）人権委員会人権委員、釜山市教育庁行政審判委員、釜山地方労働委員会公益委員などを務めながら、全斗煥政権に反対する民主化運動に取り組む
- 1984年：海洋大学校海事法学科講師
- 1985年：釜山民主市民協議会常任委員
- 1987年：釜山民主憲法争奪国民運動本部常任執行委員
- 1988年：ハンギョレ新聞創刊委員・釜山支社長
- 1989年：釜山民主抗争記念事業会副理事長（～2002年）
- 1995年：「法務法人釜山」設立、代表弁護士（～2003年）
- 1995年：民主社会のための弁護士会（民弁）釜山支部･慶南支部代表
- 1995年：釜山地方弁護士会人権委員長
- 1996年：釜山YMCA理事
- 2001年：「労働者のための連帯」共同代表（～2002年）
- 2002年：盧武鉉大統領候補釜山地域選対本部長
- 2003年：大統領府（青瓦台）民情首席（2003年2月～2004年2月）
- 2004年：盧武鉉大統領弾劾審判被請求人代理人団幹事（2004年3月～5月）
- 2004年：大統領府市民社会首席（2004年5月～2005年1月）
- 2005年：大統領府民情首席（2005年1月～2006年5月）
- 2006年：大統領政務特別補佐官
- 2007年：大統領秘書室長（2007年3月12日～2008年2月24日）、第2次南北頂上会談（首脳会談）推進委員会委員長
- 2009年：盧武鉉前大統領国民葬儀委員会常任執行委員長
- 2010年：盧武鉉財団理事長
- 2011年：「革新と統合」常任共同代表
- 2012年：
  - 民主統合党常任顧問
  - 第19代国会議員（釜山市沙上区選挙区選出）（5月30日～2016年5月29日）
  - 民主統合党大統領候補
  - 代表権限代行（11月18日～12月28日）
- 2014年
  - 新政治民主連合非常対策委員（9月21日～2015年2月8日）
- 2015年
  - 新政治民主連合代表（2月9日～12月27日）
  - 共に民主党代表（12月28日～2016年1月27日）
- 2016年
  - 共に民主党常任顧問
- 2017年
  - 共に民主党大統領候補
- 第19代大統領[54]（5月10日～2022年5月9日）
- 他に韓国海洋大学校海事法学科講師を務めたことがある[171][172]。

## 人物
- 北朝鮮からの避難民の息子として生まれる。慶煕大学在学中の1975年、朴正煕政権に反対する民主化運動に関わった容疑で逮捕され[27]、ソウル市の西大門刑務所に収監された。弁護士として市民運動や人権運動に参加したのち、盧武鉉政権で大統領側近として活躍した。その後、国会議員に当選、新政治民主連合代表や共に民主党代表を務めた。2012年12月19日の大統領選挙では朴槿恵に惜敗したが朴槿恵韓国大統領弾劾訴追に伴う2017年5月9日の大統領選挙で当選し翌5月10日に大統領に就任。
- 身長は172cm[20][173]、体重は67キロ（2017年時）[20][174]、血液型はB型[20][173]である。趣味は読書[174]、登山[20][173]、囲碁[29]。好きなスポーツはスクーバダイビングやスキンダイビング[29]。信仰はローマ・カトリックである[20][174]。好きな食べ物は刺身や海産物[20]、座右の銘は「困難な時ほど原則に戻れ」[29][173]。尊敬する人物は丁若鏞[20][175]、世宗大王[29]、フランクリン・ルーズベルト[20][29]。好きな芸能人は歌手のイ・ウンミ（朝鮮語版）、俳優のソン・ガンホ[20]。好きな映画は、「王になった男」[20]。幼少期の夢は歴史学者だった[20]。

- 「左派」（読売新聞[176]・産経新聞[177]・新京報[178]）、「反米・親中」（産経新聞）[179]、「反日・親北」（産経新聞）[180]、「従北」（産経新聞[181]・夕刊フジ[182]）、「革新」（時事通信[183]・公明党[184]）、「リベラル」（CNN）[185]、「中道左派」（日本共産党）[186]など、異なる性向のメディアによる見方が様々である。「従北」というレッテルについて文は「特殊戦司令部出身の私に従北という人たちが本当の従北」と中央日報の取材で述べている[187]。エスパー元国防長官は「文在寅政府は日本より北朝鮮と異見をさておいてさらに対話しようとする意志があるように見えた。これは問題だった」と回顧録で指摘し、在韓米軍完全撤収を提案していたトランプ大統領（当時）も韓日葛藤を「おぞましい」と表現していたことを明かしている[188]。文在寅政権が2019年の韓日軍事情報包括保護協定（GSOMIA）破棄決定をエスパーは「（韓日間の不和で）北朝鮮や中国が利益を得ている」とし、トランプ大統領は韓米同盟を「こうも偉大な同盟に価値があるのか」と皮肉っていた[188][189][190]。

日韓貿易紛争中、文在寅は日本が盗人猛々しいと発言した。
その半生は保守派との闘争に彩られているが、保守主義全般については必ずしも否定的ではなく、保守思想を「家族、国家と民族、共同体をより大事にし、そのために犠牲になり献身するもの」と肯定的に定義している。2012年大統領選挙の時には参拝を忌避した顕忠院を2017年4月に訪問し、李承晩、朴正煕の墓地を順に参拝しており、芳名録に「国民全ての大統領！」と記した。「真の保守」と「偽保守」と分け、「偽保守」を批判している。
2012年1月にバラエティ番組に出演した際、メディアにつけられたニックネームの中でもっとも気に入っているのは「盧武鉉の影法師」であると語り、「盧武鉉大統領が亡くなっていなければ政治の道に入ることはなかっただろう」と述べた。

## 活動・言動・政策・批判

### 政策

#### 国政基本方針

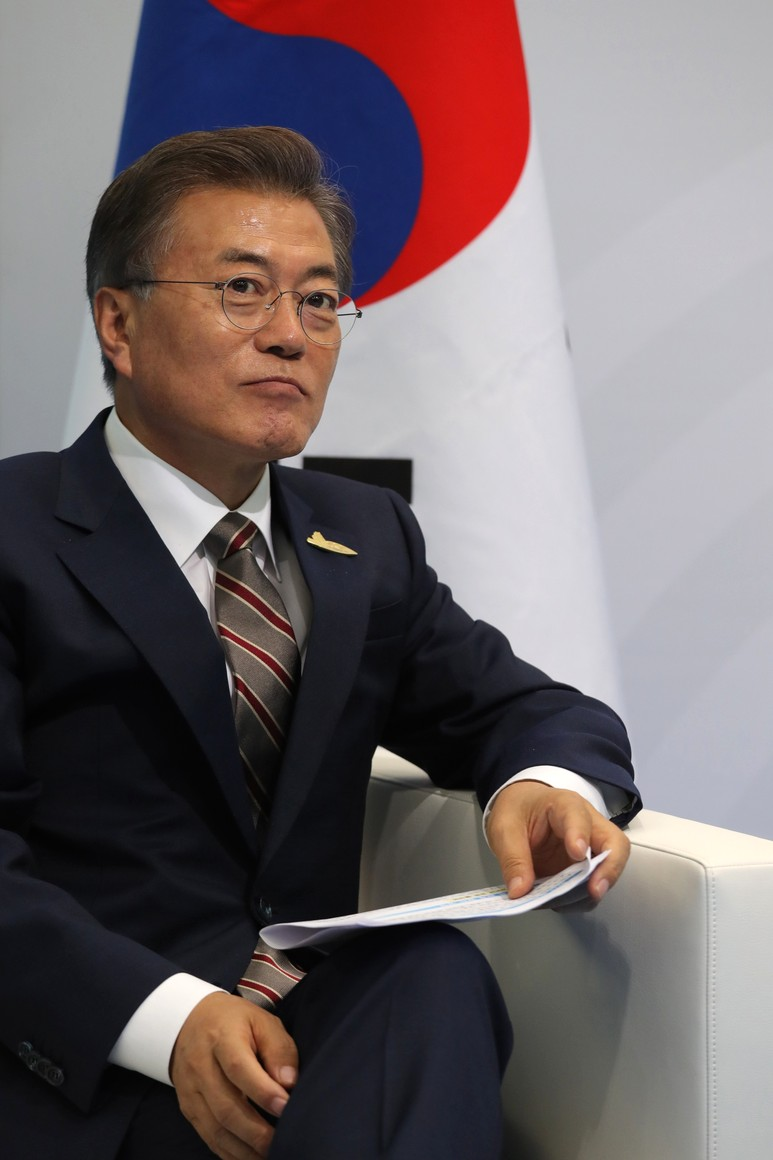
2017年7月7日

2期9年間の保守政権（李明博政権・朴槿恵政権）で積み重なった弊害（不正や不公平な社会構造）を正すという意味の「積弊清算」をスローガンに掲げている。
大統領就任後の2017年7月19日、任期5年間の政策運営ロードマップとなる「国政運営5カ年計画」を発表した。「国民が主人の政府」「共に豊かに暮らす経済」「国民の人生に責任を負う国家」「均衡発展する地域」「平和と繁栄の朝鮮半島」を五大国政目標と定めた。「国民が主人の政府」では旧弊清算に向けた各官庁でのタスクフォース運営し官僚などの不正を捜査する機関の設置、警察と検察の捜査権分離などの行政改革のほか、国会議員選挙での圏域別の政党名簿比例代表制の導入、大統領決選投票制の導入など選挙制度改革も課題として盛り込んだ。「共に豊かに暮らす経済」では大企業偏重の経済構造を是正する「経済民主化公約」、公共部門81万人の雇用創出、若者雇用義務率3％から5%への引き上げなどを掲げた。「国民の人生に責任を負う国家」では児童手当導入、認知症に対する国家責任制の実施、3歳から5歳児の教育・保育課程の全額国庫支援といった福祉公約のほか、大気汚染の原因となる粒子状物質（PM）の総合対策や「脱原発」などの環境問題が入れられた。「平和と繁栄の朝鮮半島」では北朝鮮との経済協力「朝鮮半島新経済地図」構想を推進し、北東アジアの平和と協力のための「北東アジアプラス責任共同体」の設立にも取り組むとした。また、なるべく早期に韓国軍の有事作戦統制権の移管を米軍から受けることも盛り込んだ。これらの計画の課題選定はソウル中心部に設置された市民が政策を提案できる「光化門一番街」やインターネットでの意見募集を通じて行ったといい、文はロードマップ作成が「政府が主導していた過去の慣例から脱皮し、初めて国民参加型で行われた」と強調した。
また財源について7月21日の国家財政戦略会議で「一般の中産層や庶民、中小企業への増税はまったくない。増税をしたとしても対象は超高所得層と超大企業に限定する」としている。2018年2月15日、大統領府で主宰した国家情報院・検察・警察改革戦略会議で、「今年を、日帝時代を経てゆがめられた権力機関の影から完全に脱する元年とすべきだ」、国家情報院・検察・警察は「ひとえに国民のための機関として生まれ変わる覚悟が必要だ」と述べ、これらの権力機関の改革に強い意欲を示した（なお朝鮮語の「親日」は日本語とは意味が異なり、日本の植民地支配に協力し戦後にも影響力を維持した支配階級を反民族主義者として批判する用語で、国内の保守派に向けて「親日→独裁便乗→反北冷戦→産業化既得権層」といった冷笑的な使われ方もされている）。

#### 憲法改正問題
「大統領の権限を分散させる分権型改憲と5年単任制の弊害を克服するための4年重任制改憲」に賛成。
また、憲法前文に光州事件の民主化運動の精神を盛り込むことを公約している。
大統領に就任したあとの2018年3月26日、大統領任期を1期4年として2期まで再選可能にし、大統領の権限を縮小、首相の権限を強化、国会の権能を強化することなどを内容とする憲法改正案を国会に発議した。6月の国民投票を目指しているが、大統領主導改憲発議に野党の反発が広がっており、国会の承認を得られるかは不透明である。

#### 議会改革
公認改革は、国会議員公認権の市・道党への移譲と基礎議会政党の公認廃止、地域別比例代表制の導入と地方区・比例代表議席数の調整などの比例代表公認改革を約束。

#### 検察改革
文在寅は、2017年5月の大統領選挙で「高位公職者犯罪捜査処」の設立を第一の公約に掲げており、大統領に就任後、強力に準備を推し進めてきた。2019年12月30日、「４＋１」協議体（共に民主党・正しい未来党・正義党・民主平和党の4党及び代案新党）による「高位公職者犯罪捜査処の設置及び運営に関する法律」案が国会本会議で可決された。高位公職者犯罪捜査処の設立は、2020年7月頃と見込まれている。

#### 環境・原発・エネルギー政策
韓国では中国から飛来してくる黄砂やPM2.5の被害に加え、国内の石炭火力発電所が59基と多いため、ソウル市内などでばいじんによる健康被害が深刻化しており、大統領選挙戦中に大気汚染問題に取り組むことを公約した。また「脱原発」にも熱心であり、原子力発電所について「全面見直し」を公約に掲げた。「我々は、もはや安全とクリーンなエネルギーを目指すことについて遅れをとっていられない。石炭火力と原発を減少させ、再生可能エネルギーと天然ガスの発電を増やしていく」と述べている。
大統領就任後の2017年5月15日に稼働から30年以上の老朽化石炭火力発電所は、6月中に一時停止し、翌年以降も大気中の粒子状物質の濃度が跳ね上がるシーズンである3月から6月にかけては停止することを発表。また任期中に10基の老朽化石炭火力発電所を閉鎖し、クリーンエネルギーに転換していくとした。原発についても老朽の物は順次閉鎖していき、建設中のものは見直しを行って今後40年のうちに原発ゼロを実現するとした。「韓国水力原子力発電会社」は、こうした文の脱原発の姿勢を忖度するように慶尚北道に建設予定だった原発2基の計画を中断した。
2017年6月19日には老朽化した古里原子力発電所1号機の運転停止宣言式に出席し、「脱原発国家スタート宣言」を発した。その中で文は新規の原発建設計画はすべて白紙に戻し、運転期限がきた原発の稼働延長は認めず閉鎖し、また新古里5号機や6号機の工事は中断、月城1号機も閉鎖することを宣言した。脱原発をしなければならない理由について、2011年に日本で起きた東京電力福島第1原発事故、2016年9月に起きた慶州地震、古里原発の半径30キロ以内に人口約380万人が密集していることなどを指摘したうえで「韓国はもはや地震安全地帯ではない。地震は原発の安全性に致命的である」と論じた。またセウォル号沈没事故にも絡めて「設計寿命が尽きた原発の稼動を延長することは、船舶運航の船齢を延長したセウォル号と同じだ」「安全な大韓民国はセウォル号の子どもたちとの固い約束だ」と述べた。そして｢脱原発は逆うことのできない時代の流れだ。数万年この地で生きていく私たちの子孫のために、今始めなければならない｣と語った。

#### 鉄道の公共性強化
韓国では李明博政権と朴槿恵政権の間に韓国鉄道業界の競争体制の確立が目指され、2016年12月にSR社が開業したことで韓国鉄道公社との競争体制ができた。文は大統領就任前から鉄道労組と「競争体制の名目で行われた鉄道民営化政策に反対する」との協定を結んでいるため、韓国鉄道業界の公共性を強化するとの政策方針に掲げている。大統領就任後、SR社を公社に統合させる検討に入ったと伝えられている。

#### 兵役について
自身の良心に基づいて軍隊へ入ることを拒否する良心的兵役拒否者のために、代替服務制を導入することに賛成している。
また保守政権の高官が兵役逃れしているとしてこれを「安保の積弊」と批判している。「李明博－朴槿恵政権の国家安全保障会議（NSC）メンバーの相当数が軍免除であり、これら高位公職者本人と息子の現役入営率は一般人に比べて顕著に低い。兵役不公正は安保に穴をあける利敵行為であり、必ず根絶しなければいけない」と述べている。
兵役義務期間の短縮も公約にしており、陸軍は18か月、海軍は20か月、空軍は21か月に、それぞれ3か月短縮される見込みである。

#### 最低賃金
2017年の大統領選の公約の一つに「2020年までに最低賃金を1万ウォンにする」というものがあった。2018年7月14日には最低賃金の引き上げが行われ、前年6,470ウォンから7,530ウォンとなったが、対前年比16.4%の上昇幅については小規模事業者などから批判の声が高まり、同月16日には、2020年とする目標達成時期について事実上撤回するに至った。
また、2019年1月から最低賃金を8,350ウォンまでに引き上げた（10.9%増）が、雇用減少を招いたため、同年7月12日に最低賃金委員会が2020年の最低賃金を8,590ウォン（2.9%増）に設定すると発表した。2020年7月14日、最低賃金委員会は新型コロナウイルス流行による影響を反映するため、2021年度の最低賃金を8,720ウォンに設定することを決定し、成長幅は最低賃金制度開始以来最低の1.5%となった。

### 前政権批判

#### セウォル号沈没事故
「セウォル号沈没事故」では、朴槿恵政権（当時）を「国民を守らず、真相究明を求める遺族の決死の抗議も無視し続けた」と批判した。セウォル号事件の際の朴大統領の動向がはっきりしないいわゆる「空白の7時間」問題についても「ほかにどんな大事な要件があるのか、いったい何をしていたのか」と批判した。大統領選挙出馬後には「朴槿恵政権は国民の心の中からセウォル号を消そうとしたが、政権交代でできる新政府は違う」と述べ、セウォル号沈没事故の真相究明に力を注ぐことを宣言した。
しかし文のセウォル号をめぐる朴政権批判について、正義党の沈相奵代表は、安哲秀の「朴槿恵赦免関連発言」について「あいまいな態度を取っている」と批判している。
また大統領選挙戦中、文陣営の選挙カーがバイクと交通事故を起こしてバイクに乗っていた男性を死亡させる事件を起こしたが、当初文陣営が誰も遺族に謝りにいかなかったことが遺族やネットから批判され、事故発生から文が弔問に行くまでの時間がセウォル号沈没事故と絡めて「空白の31時間」と揶揄された。

#### 歴史教科書の国定化
歴史教科書の国定化については、「（朴槿恵政権は）国民と歴史の前に贖罪する姿勢で民心を敬わなければならない」として「その始まりは歴史国定教科書など朴槿恵印の政策の執行をただちに中断すること」だとしている。

#### 崔順実ゲート事件
崔順実ゲート事件をめぐって逮捕された朴槿恵前大統領や李在鎔サムスン副会長に恩赦を与える考えはないことを表明している。

### 対北朝鮮政策

#### 対北朝鮮融和派
対北朝鮮融和派といわれ、アメリカの新聞は文の北に対する宥和的な姿勢について、金大中の「太陽政策（サンシャイン・ポリシー）」と文の姓のアルファベット表記である「Moon（＝月）」をかけ合わせて「月光政策（ムーンシャイン・ポリシー）」と名づけている。2007年には盧武鉉政権で南北首脳会談推進委員長を務めて金大中の「6・15宣言」を発展させた「10・4南北首脳宣言」の第4項に朝鮮戦争休戦協定の署名国である米国・中国・北朝鮮の3か国、または朝鮮戦争の交戦国の韓国・北朝鮮・米国・中国の4か国で終戦宣言と平和協定を目指すことを盛り込んだ。
西岡力によると、大統領秘書室長当時の2007年、国連における北朝鮮人権決議案への賛否を北朝鮮に事前に問い合わせたうえで棄権の判断を下したことが、盧武鉉政権時に外交通商部長官を務めた宋旻淳の回顧録『氷河は動く』から判明したという。日本の保守系紙『産経新聞』記者の野口裕之は、文は紛うことなき北朝鮮の内通者だと主張している。これに対して、当時統一部長官だったイ・ジェジョンは2016年10月16日、『ハンギョレ』との電話インタビューで、「韓国政府の立場は、すでに2007年11月15日に（ペク・ジョンチョン大統領府外交安保室長の主宰で）開かれた安保政策調整会議で（棄権に）決まっており、翌16日には議論内容を盧に報告し、『棄権』を最終決定した」として、「すでに結論が出ているのに、北朝鮮の立場をなぜ聞くだろうか」と話した。「11月18日の会議」についても「決定内容を覆すためのものではなく、『決議案に賛成すべきだ』と主張していた宋が盧に再検討を主張したため、彼をなだめるために集まった」と話した。回顧録で、当時北朝鮮の立場を確認することを主導した人物として書かれた金万福（キム・マンボク）元国家情報院長も「そうした事実はまったくない」として、「（与党が）国会情報委員会への出席を求めるなら、国家情報院の承認を受けて出席し、質問に誠実に答えるつもり」だと話した。
2017年1月25日江原道を訪問した際に、「平昌冬季五輪が北朝鮮の参加で平和五輪として注目されれば、成功的な開催はもちろん、南北関係改善の契機になるだろう。釜山アジア大会も当初はあまり注目されなかったが、北朝鮮応援団の電撃的な参加で、成功した大会となった」と述べた。さらに文は「相手がいてのことだから、思う通りにはいかないかもしれないが、南北共同応援団や共同トレーニング、平昌冬季五輪の前夜祭を金剛山で開催する案などが実現すれば、冬季五輪が南北関係を解決する誘い水となり、江原道は平和特別自治道になるだろう」と話した。しかし、北朝鮮側は天安沈没事件からの制裁の解除を五輪参加の条件とし、文が例に出した米国と中国のピンポン外交も「スポーツより政治が先行した」とする見解を示した。
2017年3月12日、「北朝鮮の核問題解決に向けて、北朝鮮を圧迫するにしても、制裁するにしても、金正恩を実体として認めざるを得ない」と述べた。開城工業団地の早期再開を主張していたが、大統領選中の2017年4月に北朝鮮核危機が高まると慎重な姿勢に転じた。
保守キリスト教団体の韓国キリスト教総連合会（韓キ総）のコ・チャンゴン牧師からの「NLLに対する立場と愛国歌も歌わず、国旗の前であいさつさえしない人と政治的パートナーになろうとする特別な理由があるか」 という問いに対して、「NLLに対する意志が弱いのではないかという考えは誤解」「過去の国民政府（金大中政権）のときも、二回西海海戦を行い、北朝鮮側の挑発を断固として撃退した。そんな精神を持っている」「国旗や愛国歌を否定するような精神にはまったく賛同しない」「そうした政治勢力と政治的連帯などをするつもりもまったくない」「NLLは1992年、盧泰愚政府のときに南北基本合意書上で『南北間の海上不可侵境界線』と南北が明示して合意した」「憲法上朝鮮半島と附属島嶼すべてが大韓民国の領土であり、法的に領土線という言葉を使うのは正確ではないが、事実上、領海線であり領土線だ。その部分（領土線）を断固 として守る」「10.4共同宣言 で、南北共同漁撈区域に合意したのも、NLLを守るためだった」「NLLを基点として共同漁撈区域を設定したのは、北朝鮮が NLLに特に主張もできないように基本的に防ぎ、紛争や偶発的な衝突の可能性も防ごうということが南北共同漁撈区域」と答えている。

#### 大統領就任後の南北関係
2017年5月14日に行われた北朝鮮のミサイル実験の際は北朝鮮を「敵」と呼んで武力挑発には報復すると発言し、この文在寅政権の姿勢に対して北朝鮮の対韓窓口機関朝鮮アジア太平洋平和委員会は「憎たらしい朴槿恵前政権を思い起こす」と反発した。また、中国の一帯一路国際協力サミットフォーラムでの文在寅政権初となる南北の要人接触でもミサイル実験への抗議がされた。同年5月26日に民間の北朝鮮人道支援団体に北朝鮮との接触許可を出した。これについて韓国統一省は「民間交流は、国際社会の対北制裁の枠を傷つけない範囲内で柔軟に検討する」としている。しかし、北朝鮮は韓国政府が国連安保理の対北制裁強化決議に賛成したことを理由にこの民間団体の訪問と人道支援を拒否した。
同年6月15日に「6・15南北共同宣言17周年記念式」に出席した文は「歴代政権で推進した南北合意は、政権が変わっても必ず尊重されなければならない重要な資産」「南北問題と朝鮮半島問題解決の方法をこれまでの合意から見出していく」「最近、北朝鮮が6・15共同宣言と10・4南北首脳宣言の尊重と履行を求めている。しかし、核とミサイルの高度化により、言葉と行動が異なるのがまさに北朝鮮」「私たちは私たちなりに努力する。北朝鮮もそうすべき」「北朝鮮の核放棄の決断は、南北間の合意履行の意志を示す証票だ。これを実践するならば積極的に支援する。北朝鮮が核とミサイルの追加挑発を中止するならば、北朝鮮と条件なく対話に乗り出すことができる」と述べた。6月16日のAIIB年次総会で文は国際会議デビューし、分断された京義線鉄道の南北連結事業への投資を演説で呼びかけた。
7月6日G20出席のための訪独中、「条件が整い、半島の緊張と睨み合いの局面を転換させる契機になれば、いつでもどこでも北の金正恩朝鮮労働党委員長と会う用意がある」と述べ、南北首脳会談を呼びかけた。この呼びかけに対して北朝鮮は「寝言のような詭弁」と批判した。7月17日にも南北軍事会談を提案したが、北朝鮮は文在寅政権を「同じ民族との対決を追い求め、民族の和解と団結に障害をもたらしてる」と非難した。これに対しても韓国統一部は「北の反応に一喜一憂せず、冷静に一歩ずつ努力することが必要だ」と声明し、引き続き会談の門戸を開き続けるとした。8月18日、北朝鮮は文在寅政権の就任後100日の成果は「落第点だ」「対話や融和は口先だけ」と酷評した。8月29日、文在寅政権は北朝鮮の相次ぐ挑発を受けて独自制裁や軍事措置も講じる「強力な報復」を誇示する圧力路線に従来の対話路線から転換した。9月17日、北朝鮮は文在寅政権を「間抜けな親米逆賊」「植民地忠犬」と嘲笑した。7月に北朝鮮問題について文は「我々に解決する現実的な力はなく、合意を引き出す力もない」とG20首脳会議で発言し、10月10日には「安全保障上の危機に対して我々が主導的にどうにかできる状況ではない」と無力感を吐露した。16日に行われたサンクトペテルブルクの国際会議に出席した北朝鮮は、同じく出席した韓国代表団とのロシア政府仲介の南北直接対話を拒否した。
11月6日には文在寅政権初の対北独自制裁を実施した。12月1日には米中バランス外交論を掲げた文大統領を「間抜けの愚かな醜態」と批判し、12月11日には追加制裁実施を発表。15日に北朝鮮は談話で「北京に追加制裁を上納する卑屈な態度に軽蔑を禁じえない」と非難した。23日、北朝鮮は文政権の対日政策を「事大と外国勢力依存に狂った売国奴」「親日屈従的な姿勢を赤裸々に曝け出した」と論評した。
2018年1月1日には金正恩が「新年の辞」において2018年平昌オリンピックに北朝鮮代表団を派遣する用意があると述べた。昨年末まで文政権を「同族対決を追求している」「北南関係は落第だ」と非難してきた北朝鮮は、これ以降突然立場を急変させて南北融和ムードを演出するようになった。

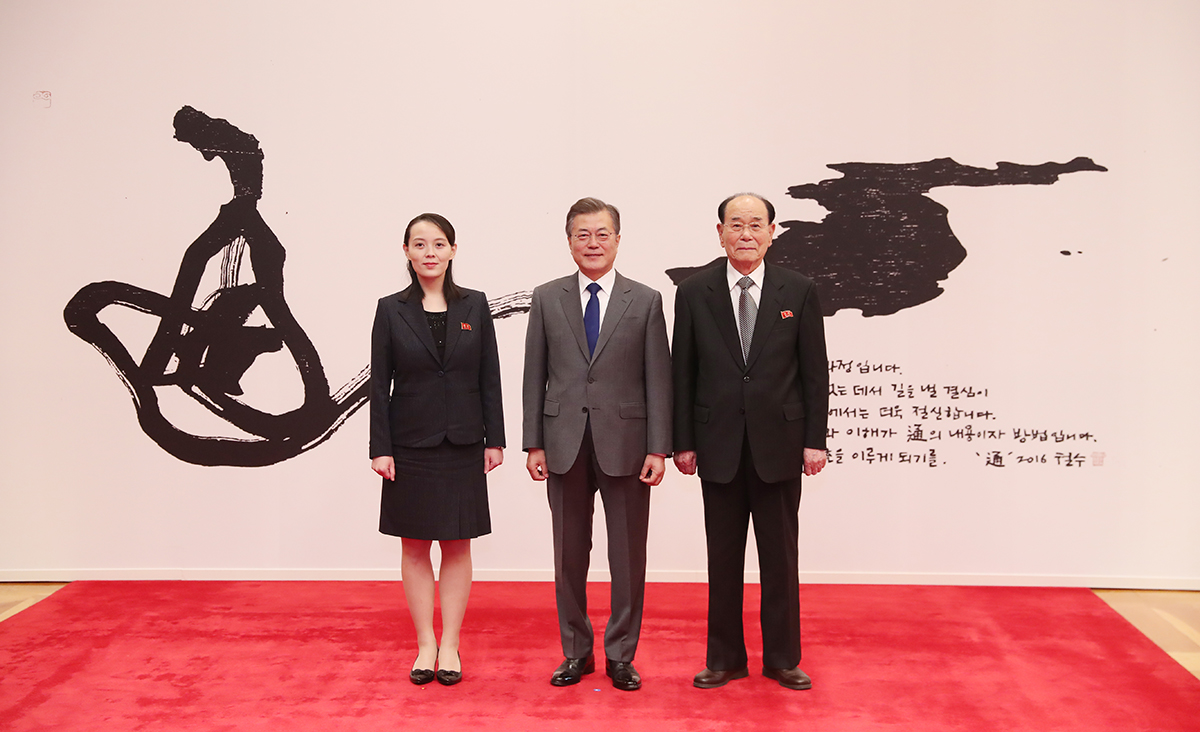
2018年2月10日、青瓦台を訪問した北朝鮮の金与正と金永南と写真撮影する文在寅

金正恩の「新年の辞」の声明を受けて1月9日にも南北閣僚級会談を行い、北朝鮮は平昌冬季五輪に参加することを正式に表明した。文大統領は2018年平昌オリンピックの開会式に出席するために訪韓した金正恩の妹の金与正朝鮮労働党第一副部長と金永南最高人民会議常任委員会委員長と会談し、2018年平昌オリンピックの閉会式に北朝鮮から派遣された金英哲朝鮮労働党統一戦線部長とも文大統領は会談した。
2018年3月5日、文大統領の特使である鄭義溶国家安全保障室長を北朝鮮に派遣。会談で金正恩は「軍事的脅威が取り除かれ、体制の安全が保証されれば核を保有する理由はない」と述べ、4月に第3回南北首脳会談を板門店で行うことで合意した。それまで金正恩は外国の政府要人との会見は中国と4回、キューバと2回、シリアと1回の計7回しかなかったために極めて異例とされる。7日、文大統領はあくまで核拡散防止や核開発の凍結ではなくて非核化を目標とするとして「南北対話で国際社会の制裁を勝手に緩和することはない」と表明した。
2018年4月27日に板門店の韓国側施設「平和の家」で南北首脳会談を実施し、「核なき朝鮮半島の実現」を謳った板門店宣言を金正恩と共同で出した。
2019年3月に行われた二回目の米朝首脳会談が合意なしに終わったあとの内閣改造において、統一部長官に仁済大学教授で前統一研究院長の金鍊鐵を起用した。これについて進歩系の『ハンギョレ』や『京郷新聞』は金鍊鐵が統一問題・北朝鮮問題の専門家であるとして好意的に評価し、北朝鮮・南北関係と近現代史研究者などを中心に学者159人が金鍊鐵の任命を支持する声明を発表した。他方、保守系の『朝鮮日報』・『中央日報』・『東亜日報』は金鍊鐵が制裁無用論を主張してきたなどとして批判した。
2019年6月26日、文大統領は3回目の米朝首脳会談に関連し米朝の当局者が水面下で対話していることを示唆した。しかし6月27日、北朝鮮外務省のクォン・ジョングン米国担当局長は首脳会談を準備する特定の計画もないと否定し「あたかも米朝間の調停役かのように公に振る舞って自らのイメージ刷新を試みている」と非難する談話を発表した。
2019年8月15日の光復節演説で文大統領は2045年に南北統一をめざす構想を発表。8月16日、北朝鮮の祖国平和統一委員会は報道官談話で「合同軍事演習が行われている時に、対話や平和という言葉をどんな体面で吐き出すのか。本当にずうずうしい人だ」とし「北南対話の動力が失われたのは自業自得だ。演習後に自然と対話局面が訪れるというのは妄想だ」と批判した。
2020年5月31日、軍事境界線付近で脱北者が飛ばした金正恩委員長批判のビラが国家の尊厳を傷つけたとして、朝鮮労働党第1副部長金与正は文在寅政府に対し、ビラ規制関連法の整備を要求し、従わない場合に開城工業地区の完全撤去や「軍事境界線での敵対行為を全面的に停止する南北合意」の破棄を示唆した。6月5日、北朝鮮側は一方的に南北共同連絡事務所を閉鎖すると発表した。6月8日、金与正は対南事業を対敵活動に転換すべきだと強調した。その結果、9日正午より北朝鮮は韓国との間に設置したホットラインと通信連絡線を遮断した。これを受け、韓国政府は同日に緊急会見を開き、関連法案の整備を検討すると発表した。
2020年6月16日、開城工業団地にある南北共同連絡事務所は北朝鮮当局により爆破された。6月17日、金与正は新たな談話で、脱北者団体によるビラ散布が『板門店宣言』第2条第1項「軍事境界線一帯で拡声器放送とビラ散布をはじめとする全ての敵対行為を中止する」という条項の違反とした上、「6・15宣言20周年記念行事」での文大統領の演説に対しても「責任回避」「事大主義」などと批判した。2020年12月2日に与党共に民主党は、北朝鮮向けビラを禁止する法律を、野党国民の力が「『金与正下命法』『金与正尊敬法』『金与正称賛法』」と反発するなか可決した。この「北朝鮮向けビラ禁止法」に対しては民主主義国だけでなく旧共産国からも「表現の自由を侵害している」と批判を受けている。
2021年1月、3年7ヶ月も外交部長を務めた康京和を突然交代させた。公式では交代が彼女の意向によるものだとしたが、保守系『朝鮮日報』は彼女が前年12月に北朝鮮の新型コロナウイルス防疫対応を揶揄し、金与正から批判されたことが原因ではないかと報じた。
2021年2月15日、アメリカ、日本、オーストラリアなど57カ国が北朝鮮や中国による恣意的な外国人拘束を非難する共同宣言を発表したが韓国は加わらなかった。また、国際連合人権理事会による北朝鮮人権決議案にも加わらず、保守系『朝鮮日報』から人権問題を嫌う北朝鮮や中国の顔色をうかがった結果、「人権弁護士」を名乗っていた文大統領が人権から顔を背け、逃げ回った末に反人権側に立ってしまった、と批判されている。
2022年7月6日、文在寅の後任の大統領である尹錫悦は、文在寅政権下で韓国へ脱北を望む脱北者2名を北朝鮮へ強制送還された事件を「反人道的な犯罪行為」として調査に乗り出すことを表明した。

### 対米政策・在韓米軍撤退意見噴出
2018年9月に自動車を中心に米韓FTA改定に調印。2019年初に発効した。
2019年4月11日、ワシントンでの米韓首脳会談で側近退出後、ドナルド・トランプ大統領と文在寅が2人で会談したのは2分間だけであり、それも両大統領の夫人が同席したままであった。会談の頭撮りの際にドナルド・トランプ大統領が記者との質疑応答に長時間費やした結果であり、非核化に応じない北朝鮮への制裁緩和を執拗に迫る文在寅を無視する狙いとみなされた。
2020年6月1日、米国のドナルド・トランプ大統領との電話会談で、韓国を同年に開催予定のG7会談に招待すると述べたことに対し、文在寅は快諾した。青瓦台側はG7拡張の動き（G11あるいはG12の形成）が韓国の国格の上昇につながると積極的な姿勢を表明したが、トランプ大統領が韓国のほかに新型コロナウイルスの流行の最中に対中関係が硬化したインドとオーストラリアを招待することは「反中連合」の結成を意味するという懸念も上がった。
聯合ニュースは2017年9月23日、ホワイトハウス内に「文在寅大統領のファンクラブ」が出来たと報道した。
2021年4月23日、退任したトランプ前大統領は、在韓米軍の駐留経費に関する声明を発表。北朝鮮の金正恩総書記を持ち上げる一方、文在寅大統領については「指導者、交渉人として弱腰だった」と批判した。 
米国防長官の回顧録
2022年5月にマーク・エスパー元国防長官は回顧録にて、中国や北朝鮮が望んでいた韓米同盟の瓦解と在韓米軍完全撤退が起きかけていたこと、在任時にバイデン大統領よりも先に習近平総書記（国家主席）と電話会談を行い「中国の影響力が日々強まっている」と賞賛し、THAAD三不を通じて中国に軍事面と安全保障面の主権を引き渡す譲歩と中国への傾倒、THAAD設置妨害活動家を中国の顔色を見て何も対応せずに放置し続けたこと、そのために星州THAAD基地で勤務する韓米の将兵400人は依然としコンテナなどを宿舎として用いさせていることを批判した。2019年の日本との軍事情報包括保護協定（GSOMIA）破棄決定を発表したことについて、エスパーは「（韓日間の不和で）北朝鮮や中国が利益を得ている」とし、文在寅政権の様子を見たトランプは、うんざりしたように頭を振りつつ「こうも偉大な同盟に価値があるのか」と皮肉っていたと述べている。朝鮮日報はGSOMIA破棄時に「米国も理解した」と嘘の説明をした文在寅政権を批判している。更には2024年の大統領選挙で再選も予測されているトランプによる在韓米軍撤収の動きに国務長官（外務大臣）は「2期目の任期の最優先課題にしましょう」と提案して、トランプも笑顔で同意したことがエスパーの回顧録で明かされた。エスパーは回顧録で国防長官在任時の2020年10月に、星州基地内の施設改善のための工事資材・装備の搬入を妨害する韓国人を放置する文在寅側に「これが同盟に対するやり方か」「あなた方の息子や娘がこんな条件で服務すると考えたら、幸せでいられるだろうか」と批判したことを明かしている。

### 対日政策

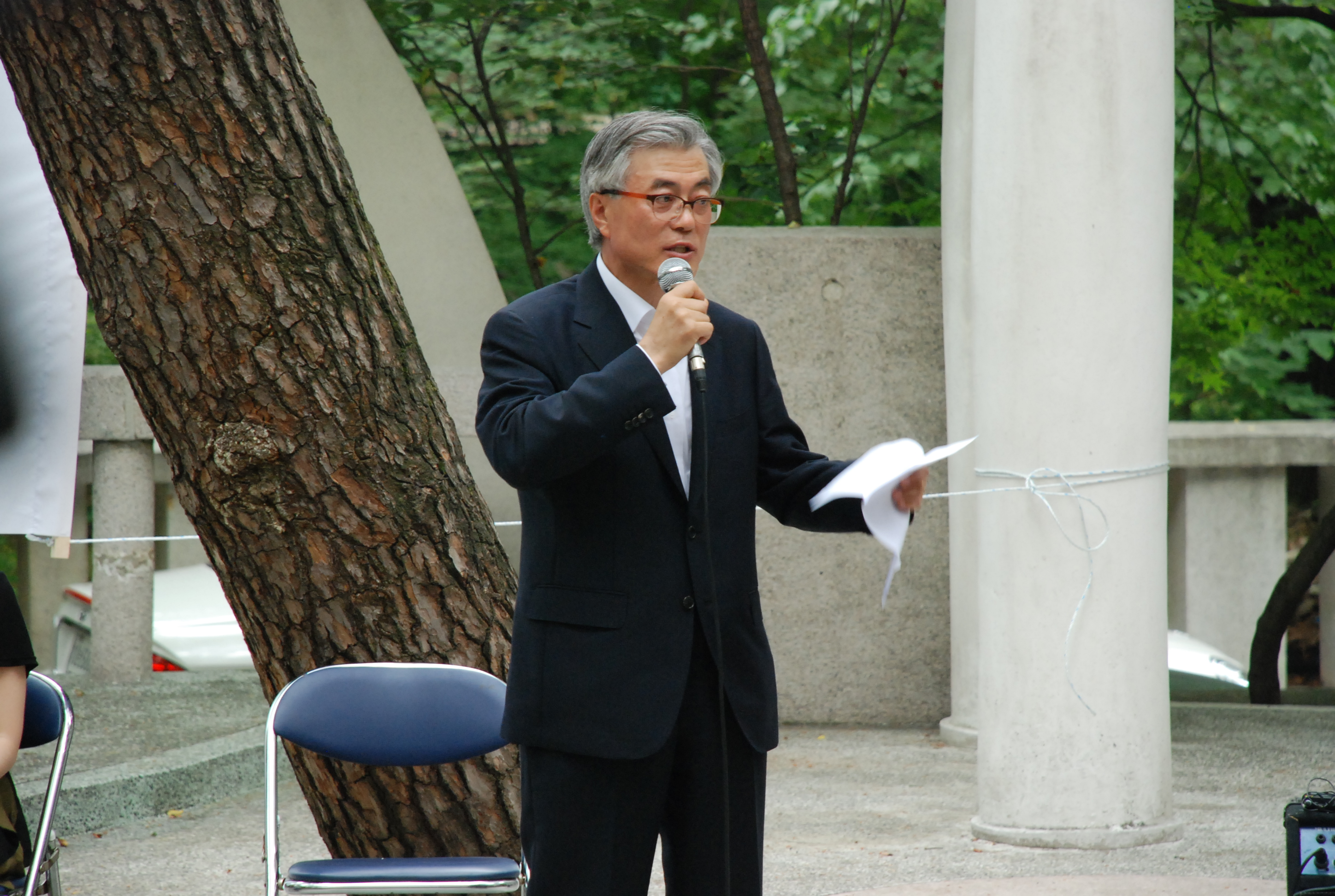
2012年6月8日

2012年の大統領選挙に立候補した際には、選挙戦を通じて「親日清算をしたい」という表現を使用している。また、真実と和解委員会を設置。過去史の整理作業を締めくくりたいと述べている。同選挙戦中に「独島（竹島）挑発に決して妥協しない」「慰安婦問題について日本政府に法的責任を問う」などから成る「対日5大歴史懸案」を掲げている。
2014年10月、『産経新聞』ソウル支局長加藤達也が朴槿恵大統領の名誉を棄損したとして在宅起訴される事件が発生。加藤によれば、当時野党議員だった文は政争の具にしようという意図もあって当初は加藤を起訴した朴政権を批判する立場に立った。ところが、反日世論が高まってくるや文は一転して加藤から手を引いたという。文が加勢してくれたと期待していた加藤はその時「オイオイ（「オイ」は朝鮮語で「水」の意）」と思ったという。加藤は「人権派弁護士のバックボーンを持ちつつも、法の精神より世論を優先する。それが文氏です」と論じている。
2017年11月にニューヨークで行われた日米韓首脳会談において、安倍首相の面前でトランプ米大統領に対し「アメリカとは我々の同盟であるが日本は同盟でない（미국은 우리의 동맹이지만 일본은 동맹이 아니다.）」と発言した。
総じて文在寅の外交姿勢は全方位に宥和的であったが、日本とは、以下の徴用工問題をめぐって日本企業に賠償を命じた大法院判決に対し、文在寅政権が日本側に有利な形での解決のために有効な手立てを取らなかったこともあって、日本側の態度が極度に硬化し、悪化した。

#### 徴用工問題
日本統治時代の朝鮮人徴用工の賠償請求の問題について、2017年8月17日に文は「両国間の合意が個々人の権利を侵害することはできない」として、個人請求権は消滅していないとの見解を表明した。この表明について8月25日の電話会談で日本の内閣総理大臣安倍晋三から「日韓請求権協定で解決済み」との憂慮を伝えられた文は「国家間の問題解決とは別に個人請求権は存在するというのが韓国最高裁の判断である」と発言の趣旨を説明する一方、国家間の請求権問題は日韓請求権協定で解決していることを認めた。2018年5月1日のメーデーに際して労働団体が釜山の日本総領事館前に徴用工像を建てようとしたが、外国公館周囲での集会や行進が禁じられていることを理由に韓国警察が阻止した。文の初訪日の直前であること、また小渕恵三と金大中によって出された日韓パートナーシップ宣言から20年という節目にあたることから、日韓関係の悪化を避けたい文政権の意向が働いたのではないかと報道されている。
しかし、韓国大法院が日本企業に賠償を命ずる判決を下したことで日韓請求権協定を一方的に反故にされたと見做した日本の内閣総理大臣安倍晋三は判決に対応しない文大統領に対してAPECやG20などで日韓首脳会談を開催しない「戦略的放置」路線を決定し、資産差し押さえについては報復措置も関係省庁に指示し、文在寅は「日本の政治指導者が政治的な争点とし、問題を拡散させている」と安倍首相を批判した。日韓合意に基づく慰安婦財団の韓国による一方的な解散、韓国海軍艦艇による自衛隊機への火器管制レーダー照射、文喜相韓国国会議長による天皇明仁（当時）への謝罪要求など日本の対韓感情を損ねる事案も続発し、日本では「日韓関係は戦後最悪」と言われるに至り、2019年からは日本側はキャッチオール規制（補完的輸出規制）において優遇措置対象国のホワイト国から韓国を除外して韓国側も朴槿恵前政権が結んだ日韓初の防衛協力協定であるGSOMIA（軍事情報包括保護協定）を破棄するなど日韓貿易紛争とも呼ばれる状態となった。
2021年6月7日、日本企業16社を相手取り損害賠償を求めた元徴用工らの訴訟でソウル中央地方裁判所は原告の訴えを却下する判決を言い渡した。判決は日本企業に賠償を命じた2018年の韓国大法院判決とは正反対となったが、保守系『朝鮮日報』は、「前例のない混乱だ。歴史問題を政治的に利用してきた文在寅政権と、超法規的な判決を出した大法院の責任だ」と文在寅を批判した。

#### 慰安婦問題をめぐって
2015年12月に結ばれた慰安婦問題日韓合意については「問題の本質は10億円ではなく、法的責任認定と公式謝罪だと国民は考えている」として批判的である。
2016年12月28日に釜山市東区当局が日本領事館前に設置された慰安婦像を不許可として強制撤去した件をめぐっては、Facebookで「少女像は生きている歴史教科書だ。釜山市民の少女像設置は、本物の独立宣言だ。釜山東区庁とその背後勢力は、設置を恐れた。清算されていない親日行為にほかならない」と区当局の対応を批判した。その後市民からの批判が殺到したことで区当局は12月30日に一転して設置を許可し、慰安婦像は元の場所に戻された。日本政府はこれに対抗して駐韓大使長嶺安政らを一時帰国させたが、それについて文は「韓国が詐欺でも働いたように主張している」として日本政府の対応を批判した。2017年1月20日には文自身も慰安婦像を訪れ、「像が寂しがらないよう、ともに関心を持って守っていこう」と市民に呼びかけた。
大統領選挙で共に民主党候補に選出された直後の2017年4月4日、韓国政府が「旧日本軍従軍慰安婦」と認定しているイ・スンドクが死去するとFacebookで「おばあさん（イ・スンドク）に代わり、必ず日本から謝罪を受ける」という決意を述べるとともに、日韓合意を「朴槿恵政権による屈辱的な合意」と批判。「間違った交渉は必ず正す」と宣言した。大統領選挙の終盤戦となる2017年5月8日にも「日本との慰安婦合意は間違っている」と発言した。
大統領就任後の2017年5月11日には日本の安倍首相と電話会談を行い、その中で慰安婦合意について「国民の大多数が心情的に合意を受け入れられないのが現実」と伝えた。同月5月17日には、文喜相が大統領特使として親書を携えて訪日。A4判2枚にまとめられた親書には、「北朝鮮問題における協調強化」「慰安婦合意は、韓国国民の大多数が受け入れられずにいる」との2点が盛り込まれていたとされている。

#### 竹島問題をめぐって
大統領就任前の2016年7月25日、竹島（韓国名：独島）に上陸し、芳名録に「東海のわが領土」などと書き込んだ。次期大統領選の準備のためとみられるが、文側は竹島上陸の目的について「（日本の植民地支配からの解放日とされる）『8・15』を前に、我々の領土主権を確固たるものにすべきとの考えで訪問した」としている。これを受け8月9日に、慰安婦問題日韓合意に関する会談において金杉憲治外務省アジア大洋州局長による抗議がなされた。
2017年11月7日、アメリカ合衆国大統領ドナルド・トランプが訪韓した際の晩餐会では、竹島近海でとれたエビを独島えびと称して振る舞った。後日、日本政府から外務省を通して抗議された。
2019年7月23日、防空識別圏内に中国人民解放軍空軍機とともに侵入したロシア航空宇宙軍のA-50空中警戒管制機が竹島周辺海域で領空侵犯したとして18機の韓国軍の戦闘機F-15とF-16が出動して360発警告射撃を行った。日本の航空自衛隊も10機のF-15JとF-2でスクランブルを行った。ロシア国防省と中華人民共和国国防部はロシア軍のTu-95MP爆撃機2機と中国軍のH-6K戦神爆撃機2機で共同警戒監視活動を行ったとして領空侵犯は否定した。韓国政府はロシアと中国に抗議し、日本政府は韓国とロシアに抗議した。

### 対中政策
文は「対米関係を重視しつつ中国との関係もさらに強化するバランス外交を目指したい」と主張する米中バランス外交論で知られる。また、『三国志演義』を愛読し、自らの姿勢に通じるとして義理人情に厚い劉備が好きだと語っている。中国の人権問題に対しては見守るだけにとどまる場面が見られ、香港や新疆の人権問題に対して「文大統領が事実上、習主席の見解に同意したのではないかという合理的な疑いを抱く」との声が一部の外交専門家からあがっている。また、中国が韓国の西海を内海にしようと工作を仕掛けても、一度たりとも抗議声明を出さず、2018年には中国の軍用機が140回も韓国の防空識別圏に無断侵入したが、韓国軍は抗議さえまともにしていない。
2021年1月には、バイデン新大統領との電話会談よりも前に行われた習近平中国共産党総書記（国家主席）との電話会談で、中国共産党創党100周年を心からお祝いし、習近平国家主席（党総書記）の新型コロナウィルス対策を賞賛し、アメリカ合衆国上院外交委員会委員長ロバート・メネンデスは「（中国共産党の）歴史を大いに喜ぶことに何があるのか、私はよく分からない」「こんなことをしようと思って、我々は共に血を流して韓国の防衛と韓半島非核化のために資源を投入し続けたわけではない」「中国共産党を称賛するのなら、我々は当時、何のために血を流して戦ったのか」と不快感を示しており、保守系『朝鮮日報』からは、「香港と台湾を抑圧し、東シナ海・南シナ海では武力で影響力を拡大している。韓国の西海も中国の内海と見なし、『西海工程』を行っている。その一方で、自国の少数民族の人権は踏みにじっている。（中略）ところが、文大統領はバイデン大統領よりも習近平総書記と先に電話会談し、『中国の影響力が強まっている』と称賛した。そのような人物は世界の民主国家の指導者の中で1人しかいない」と批判を受けている。

#### THAAD配備問題をめぐって
大統領就任前からTHAAD配備が既成事実化しても中国と関係改善することが韓国外交の最優先事項と主張しており、共に民主党議員団の訪中を牽制した韓国大統領府を「情けない政府」と批判しているものの、自身の主張としては賛成とも反対とも明らかにせず、全面的な再検討を行うべきと述べるにとどまり、曖昧な態度であるとの批判を受けている。
2016年12月22日の討論会では、「次の政権で議論して決めればよい」「次の政権でリーダーシップが確立されたらその状況で国益を優先して再検討し、その結果によって外交的手順を踏む」としている。
2017年1月15日に報道されたNEWSISとのインタビューで、これまで「公論化および再検討→配備手続き中止および次期政府へ移管」と修正してきたのを「THAAD問題の解決策は次期政権が講じなければならないが、韓米間ですでに合意がなされたことを取り消すことができるとは思っていない」とした。
2017年3月12日の会見では、「中国が懸念し、反対意見を出すことは十分理解できるが、THAAD配備は韓国の安保に関する問題であり、韓国の主権事項」だとしたうえで「中国が反対意見を表明することを超えて、反対意見を貫くために過度な圧迫を加えるのは正しくない」と述べて中国の反韓政策（禁韓令）を批判した。
2017年9月の国連総会での韓国・アメリカ・日本の首脳らによる午餐の際、文在寅はトランプ大統領と安倍晋三首相の面前で「日本は我が国の同盟国でない」（＝韓・米・日の軍事同盟の不可）と宣言。2017年11月11日に開始された原子力空母を3隻を投入した日本海での韓国軍と米軍による合同演習でも、日米韓3か国による演習は拒否して日米と米韓で共同訓練を分けることを決定した。
2017年12月11日、訪中する前に中国中央電視台（CCTV）のインタビューに応じて「THAADが北朝鮮の核・ミサイルに対する防衛目的を越えて中国の安全保障上の利益を侵害しないよう、韓国は特別に留意する。この点は米国からも何度も確約を受けている」と表明した。
2017年12月13日、中国を国賓として公式訪問して重慶にある大韓民国臨時政府庁舎の跡地などを訪れるも、同年に訪中したフィリピンのロドリゴ・ドゥテルテ大統領やアメリカのトランプ大統領への厚遇と比較して、保守系『朝鮮日報』から「大統領は中国からぞんざいに扱われてる」「中国で中国政府から意図的な冷たい仕打ちを受け」、冷遇されたと報じられた。中韓首脳会談ではTHAAD問題で見解の違いの差を縮めることはできなかったとの保守系『中央日報』の報道に対し、韓国大統領府は「冷遇論に同意できない」「THAAD問題によるわだかまりを完全に克服した」と反論した。
2017年12月15日、北京大学で講演した文在寅は、「韓国も小さな国ではありますが、その夢（中国の夢）を共にします」「中国の夢が中国のみの夢でなく、アジア、ひいては全人類が共に夢見るものとなることを望みます。韓国もその夢を共有するでしょう」と語り、中国を「大きな峰」と称え、韓国を「小さな国」と頻繁に強調したが、『朝鮮日報』は、中国政府からぞんざいに扱われ、意図的な冷たい仕打ちを受けているのに、自らを卑下していると批判しており、鈴置高史は「覇権主義を隠さなくなった中国におべっかを使ったのです」と評している。このような中国への態度にもかかわらず、2017年12月26日『ウォール・ストリート・ジャーナル』は、「2017年12月20日に中国政府が北京と山東省に限り部分的に解除した限韓令が復活している」と報じており、「これらの騒動は文大統領の訪中終了後に起きたものであり、外部からは同大統領の訪中効果を疑問視する見方も出ている」「両国関係には改善の兆しが見られるものの、構造的な矛盾はまだ解決されておらず、衝突はたびたび起きている」と報じている。
文在寅が中国から帰国したあとの12月18日に発表された世論調査では、55.8％が「朝鮮半島の平和と安全に役立った会談で肯定的に評価する」と答え（「外交欠礼・屈辱外交などの言葉が出てくるほど否定的に評価する」という回答は33.7％であった）るなど、韓国国民は訪中の成果を肯定的に評価した。米メディアは文在寅訪中の成果として、韓国初の最先端技術移転であるLGエレクトロニクスによる対中投資への韓国政府側の認可を挙げるも、中国側では北京や山東省で禁韓令が復活していることなどから成果を疑問視する見方も伝えている。しかし、韓国政府と世論の反発を受け、28日に北京の当局は人数制限などを新たに課しつつ団体観光の解禁を発表した。
2018年3月30日、最高指導者就任後初の外遊で訪中した北朝鮮の金正恩党委員長と中朝首脳会談を行った中国共産党の習近平党総書記の特使として訪韓した楊潔篪党政治局員兼党中央外事工作委員会弁公室主任（楊は3月19日まで外交担当国務委員であった）と会談して南北首脳会談・米朝首脳会談に向けて協力することで一致し、THAAD配備への経済報復措置解除も中国は事実上表明した。
2020年5月29日、聯合ニュースは米韓両軍が運用期限を超えたTHAAD迎撃ミサイルを入れ替える作業を夜間に行ったと報じた。これを受け、中国外交部の趙立堅報道官は同日の記者会見で、THAADの韓国配備に断固反対すると述べた。

#### 朝鮮戦争をめぐって
2018年5月4日、習近平総書記（国家主席）と電話会談を行い、「南北首脳会談は習主席の全面的な支持と応援によって成功した」と謝意を述べ、朝鮮戦争の終戦宣言と朝鮮戦争休戦協定を平和協定にすることを目指して積極的に協力することで一致した。
2018年5月4日、日本で李克強国務院総理と会談し、朝鮮戦争の終戦宣言と平和協定の締結に向けて積極的に協力することで一致した。
2020年10月23日に北京の人民大会堂で催された中国の朝鮮戦争参戦70年の記念行事で、習近平総書記（国家主席）などから「参戦は帝国主義の侵略を防ぐためだった」という戦争を美化する発言があったが、抗議をしなかった。これについて韓国では「日本相手の歴史問題だとすぐ断固抗議とか非難声明とかいって、しょっちゅう大使を呼びつけているのに」といった不満があり、保守系『朝鮮日報』は、「6・25当時、韓国の国土を蹂躙し、また統一を妨害している中国が『韓半島の平和を守るために戦った』と主張しても、これには一切口を閉ざしている」と批判している。

### 対ベトナム政策
2017年6月6日に文在寅は顕忠日の追悼式で「ベトナム戦争参戦勇士の献身と犠牲を土台に祖国の経済が復活した」「今日の韓国経済があるのはベトナムで戦った元軍人たちの献身と犠牲があってのことです」と述べた。この韓国軍兵士によるベトナム民間人虐殺への賛辞とも受け取れる発言に対して、ベトナム外務省は在ベトナム韓国大使館を通じて韓国政府に抗議した。またベトナム外務省はHPで「韓国政府がベトナム国民の感情を傷つけ両国の友好と協力関係に否定的な影響を与えかねない言動をしないよう要請する」と表明した。さらに『朝鮮日報』によると、ベトナムメディアは韓国軍兵士がベトナム民間人を虐殺したにもかかわらず韓国政府はこれを認めていないと批判している。

### その他
- 韓国の建国年について、2016年8月15日にFacebookで「憲法は大韓民国が3・1独立運動によって樹立した大韓民国臨時政府の法の正統を継承すると明示している」として、「制憲憲法は3・1運動によって大韓民国が樹立されたと明らかにした」としている。さらに「（したがって）今まで大韓民国の歴代政府は1948年8月15日を建国の日ではなく、政府樹立日として公式に表記してきた」とし、「最近、大韓民国が1948年8月15日に樹立したためその日を建国節として記念すべきだと主張する人々がいる。歴史を歪曲し憲法を否定する反歴史的、反憲法的な主張だ。大韓民国の正統性を自ら否定する間の抜けた主張」としている[359]。
- 2018年5月9日の初訪日の際の昼食会で、安倍晋三から就任1周年記念の祝賀ケーキをサプライズで贈られた[360]。
- 2019年3月、マレーシア首相のマハティール・ビン・モハマドとの合同記者会見の冒頭でマレー語の「スラマップタン（Selamat petang）」であいさつしたところ、誤ってインドネシア語の「スラマッソル（Selamat sore）」で挨拶をしていたことが分かり[361]、外相の康京和が韓国国会で謝罪した[362][363]。ただしマレー語とインドネシア語は非常に似ており、通訳なしでもかなりの部分が通じることもあり、マハティール首相の側近は「スラマッソレ」もマレーシアで通じると説明。さらに「文大統領があいさつした時、われわれは楽しくて面白い気持ちになった」「個人的には取るに足らない問題だと思う」と述べた程度であった[362]。
- 2019年3月に大邱の市場を訪問した際、大統領の警護にあたっている私服姿の警護員が自動小銃を露出した状態で携行していたことから、野党から警護規則違反と批判された[364]。
- 2019年9月、韓国政府は「文在寅大統領記録館」の建設事業を推進し、合計172億ウォンの国家予算を投入する予定があることが明らかになった。釜山市に位置する当館は、文在寅の退任時期に合わせて2022年5月に開館する予定である[365][366]。
- 2019年12月、イラン外務省がイラン産原油と超軽質油の代金7兆ウォン（約6500億円）が不払いになっていると異例の抗議をした[367]。
- 同性婚については大統領選挙の際に、質問に対し「好きでは無い」として反対の考えを明らかにした。一方、LGBTに対する差別は絶対にあってはならないとしている。
- 2019年、「北朝鮮の犬」などと書かれるビラを散布した30代男性に対し、代理人を通じて侮辱罪の告訴をしたが、2021年5月4日、大統領府に告訴を取り下げるよう指示した[368][369]。

## 選挙歴
| 当落 | 選挙             | 執行日         | 年齢 | 選挙区       | 政党       | 得票数       | 得票率 | 定数 | 得票順位 /候補者数 | 政党内比例順位 /政党当選者数 |
| ---- | ---------------- | -------------- | ---- | ------------ | ---------- | ------------ | ------ | ---- | ------------------ | ---------------------------- |
| 当   | 第19代総選挙     | 2012年4月11日  | 59   | 沙上区選挙区 | 民主統合党 | 6万5336票    | 55.04% | 1    | 1/4                | /                            |
| 落   | 第18代大統領選挙 | 2012年12月19日 | 59   |              | 民主統合党 | 1469万2632票 | 48.02% | 1    | 2/6                | /                            |
| 当   | 第19代大統領選挙 | 2017年5月9日   | 64   |              | 共に民主党 | 1342万3800票 | 41.08% | 1    | 1/13               | /                            |

## 家族
夫人である金正淑との間に1男1女をもうけた。うち長男のムン・ジュニョンはメディアアートの芸術家で、2022年に日本の第25回文化庁メディア芸術祭/アート部門で『Augmented Shadow – Inside』により優秀賞を受賞した。また、姉妹が主婦で、弟は遠洋漁船の船長であるが、大統領当選後も親戚たちは平凡な生活を送っている。
2019年1月末、野党である自由韓国党の郭尚道議員は、長女が2018年4月ごろに夫からマンションの贈与を受け、3か月後の7月ごろにこのマンションを売却し、夫と息子とともに東南アジアに移住したことを明らかにした。
2020年12月には、長男がソウル市の新型コロナウイルスにより被害を受けた文化芸術関係者を支援する「新型コロナウイルス被害緊急芸術支援」を申請し、1400万ウォン（約130万円）の支援金を受け取っていたことが判明し、批判を受けている。
2021年11月には、2020年末に韓国に帰国した長女とその子供が約1年間、青瓦台の大統領官邸で住んでいることが発覚。野党側は激しく批判した。
長女はこの他、元夫がタイ系格安航空会社の役員に就任した経緯に不正があったとして、警察より自宅を捜索される捜査の対象になっている。また、長女は2024年10月5日未明に飲酒運転を行い、タクシーに追突した事故を起こし警察より立件され、同月18日に警察に出頭した。その後、ソウル市内と済州島で無許可で宿泊業を営むことも告発され、地元政府と警察の捜査を受けた。2025年2月5日、ソウル西部地検は飲酒運転と違法な民泊を運営した公衆衛生管理法違反の罪で長女を起訴した。4月17日、ソウル西部地裁は長女に罰金1500万ウォン（約150万円）を言い渡した。
4月24日には全州地検が元夫の格安航空会社の役員就任について賄賂性があると判断し、文在寅を特定犯罪加重処罰法違反（収賄）の罪で在宅起訴した。

## 著作
- 『運命 文在寅自伝』矢野百合子訳、岩波書店、2018年10月（原著が韓国で出版されたのは2011年6月）
- 『誰も揺さぶることができない国』、文在寅大統領演説集、2022年3月。